# 熊本県の歴史
本項では、熊本県の歴史（くまもとけんのれきし）を概説する。
九州の中央部に位置する熊本県は、古代の「肥の国（火の国、ひのくに）」が前後二分された際の東側、旧国名のいわゆる肥後国が占めた領域とほぼ一致する。これは、近世江戸時代の幕藩体制期において球磨郡の一部などが別藩の領土とされるなど、また逆に肥後国天草郡に属していた長島が現在では鹿児島県に編入されているなどの一部例外はあるが、府県制施行によって置かれた九州各県のうち宮崎県（日向国）とともに伝統的な国制をほぼ維持した例にあたる。
熊本県の風土的特色は、菊池川・白川流域を中心とし阿蘇山を含む県北部域、人吉盆地を主軸にした球磨川流域、天草諸島の三つの地域に大別することができる。この区分はそれぞれ熊本藩・人吉藩・天領天草という幕藩体制下の三つの区域と対応しており、それぞれ個別の特色を持つ。
熊本県の歴史をかいつまむと、多くの遺跡や古墳に見られる豊かな自然環境とそれを一変させる火山活動、律令制下から武士の勃興。南北朝を経て国衆割拠そして加藤清正の入部、細川忠利の入部を経て幕末の動乱から西南戦争、戦後の公害問題までが大まかな流れとなる。そして全体を通して、大和朝廷の成立後、周辺の位置にあった肥後国そして熊本県の歴史は、常に中央政権からの影響を受けつつ綴られた。

## 古代

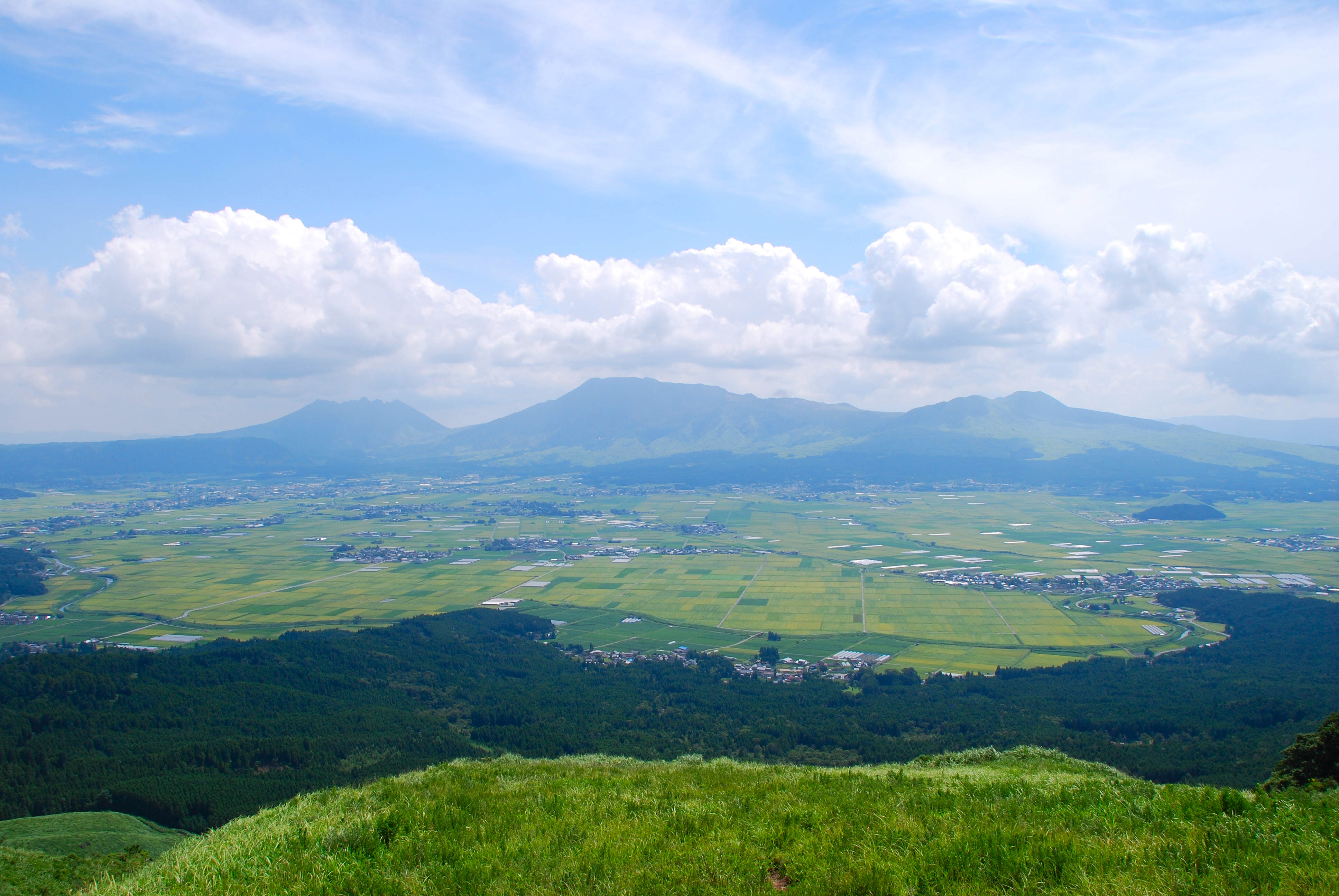
大観峰から望む阿蘇山とカルデラ。

### 遺構から見える古代の熊本
日本の旧石器時代遺跡のうち、約1/3に当たる100ヶ所以上 が熊本県で発見されている。しかし、発掘調査は数ヶ所でしか行われていない。多くは阿蘇外輪山一帯や球磨地方に位置するが、水俣市の石飛分校遺跡や天草下島の内ノ原遺跡なども発掘され、その分布は県下全域に及ぶ。最も古いものは熊本市平山町の石の本遺跡から出土した石器類であり、炭素C14測定から30000年以上前のものと推測されている。出土数は4000点にのぼり、安山岩の破片から作られた小刀類や局部磨製石斧も見つかっている。これらや、九州が比較的自然環境に恵まれた土地であったことから、古代熊本は豊かな狩猟採集社会生活の舞台だったと推測される。
しかしながら、九州は多くの火山噴火がもたらす環境の激変に何度も襲われた土地でもあった。阿蘇山・姶良山・鬼界カルデラの爆発は火山灰地層を複数形成し、特に石器時代中期に見られる姶良Tn火山灰層の上下に見られる出土品の比較や、石飛分校遺跡の同層上部から見つかった細石器や土器の破片などの分析を通じて火山活動が及ぼした環境や社会生活への影響が研究されている。その一方で、当時の火砕流から形成された阿蘇溶岩は、後に良質かつ豊富な石材となって肥後の石工を支えた。
続く縄文時代、熊本県下で発見された早期の遺構は、爪形文土器が発掘された人吉市の白鳥平B遺跡などわずかな例しかない。これは、約6200年前（約7300年前とも）の鬼界カルデラ爆発（鬼界アカホヤ火山灰）によって九州全土が壊滅的な打撃を受けたためと考えられている。しかし縄文中期には下益城郡（現 熊本市南区）城南町の御領貝塚・阿高黒橋貝塚が見られ、後期になると東日本や朝鮮半島との共通点も見られる土器文化が発展した。熊本平野で発見された約13箇所の貝塚はそのほとんどが後期にあたり、現在の海抜5mあたりに位置している。宇土市の曽畑貝塚からはドングリ貯蔵の痕跡も見られ、また出土した曽畑式土器は同型のものが沖縄諸島や朝鮮半島からも発見されている。城南町の阿高貝塚と黒橋貝塚から見つかったイタホガキ製貝面や阿高式土器は、佐賀県腰岳の黒曜石とともに、韓国釜山市東三洞（トンサムドン）貝塚からも出土している。逆に、天草市の大矢遺跡からは朝鮮半島の形式である石製結合釣り針が見つかっている。
土器や生活様式はその後も進歩を見せ、独自の黒色磨研土器が発達した。また、熊本市の上の原（うえのばる）遺跡からは竪穴建物の遺構から炭化した米と大麦が発見された。当時、大部分が海であった熊本平野が海退現象や河川堆積物によって埋まり、採取のみに頼った食料確保から原始的な畑作への転換が始まっていたことを示している。このような農耕の痕跡はこの他にも数箇所から見つかっている。さらに上南部遺跡（熊本市）からは土偶や磨製石器の石刀などの特殊遺物が数多く出土している。県下の縄文時代遺跡は約770ヶ所を数える。
これらの生活遺構は弥生期になると場所を変え、海岸線から離れた台地上に環濠集落を形成するようになった。甕や壷・石斧など典型的な弥生時代遺物が発見される遺跡はやがて熊本平野全域におよび、広い範囲で稲作が行なわれたことを示している。一方、沿岸部にも同時代の小規模な貝塚が発見されている。宇城市三角町の文蔵貝塚では焼いた小さな巻貝の殻が多数見つかった。これはホンダワラを焼く製塩法の名残りであり、『万葉集』で歌われた「藻塩焼き」が行なわれていた証拠とされる。
さらに時代が下ると、阿蘇山黒川流域や熊本平野の白川域および菊池川流域からも製鉄の遺構が発見された。鏃や槍鉋、農具である鋤鍬先や鎌・鉄斧、また端切れと考えられる三角形や棒状などの鉄片なども見つかっている。二子塚遺跡（熊本市）からは炉跡を中心に焼土ブロックや木炭、熱を受け錆が付着した台石など、製鉄の痕跡が出土している。また、青銅器も熊本市の徳王遺跡や泗水町の古閑原遺跡から出土した銅鏡などがある。弥生時代遺跡数約740は日本国内の13%を占める。

### 火の国の成り立ち
初期のヤマト王権は、地方行政区画として県（あがた）を設置した。『日本書紀』・『筑後国風土記』には、のちの熊本県域に3つの県の記載がある。球磨県はその名称が現在も引き継がれ、閼宗県（あそ-）は阿蘇地方に対応する。八代県は現在の宇土地方を含むより広い領域を含んでいたと考えられる。緑川と氷川に挟まれた宇土半島基部では塚原古墳群に代表される120前後の前方後円墳が発掘されているが、この中のひとつ向野田古墳（宇土市松山町）には30代と推定される未婚女性が埋葬されていた。

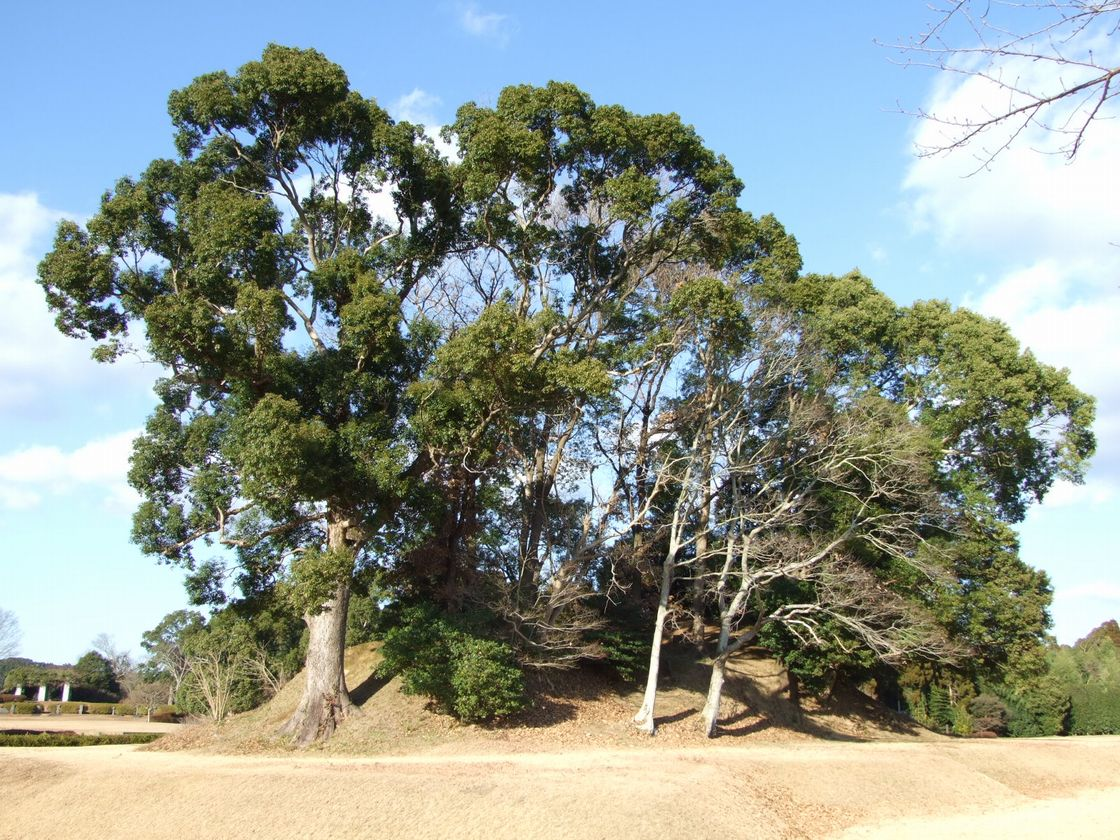
江田船山古墳

宇土半島基部の遺跡は、装飾文様が施された国越古墳や氷川流域の丘陵部に形成された野津古墳群などに代表され、この地域は火君（ひのきみ）発祥の地とされている。火君は地域を代表する豪族であり、『古事記』では神八井耳命（かみやいみみのみこと）の後裔として、『日本書紀』や『肥前国風土記』では熊襲討伐を果たした景行天皇一行が不思議な火に誘われて至った地で土蜘蛛退治に活躍した者の子孫として記されている。そして、この故事から「火国（ひのくに）」の名称が生まれたとされる。
江田船山古墳から出土した銀象嵌銘大刀の銘文から、火君など火の国の豪族は既に近畿の大伴・物部氏と関係を持っていたことが明らかになっている。豪族のひとつ建部君（たけべのきみ）は、その名が大和朝廷から軍事的部民として名を下賜された一族で、現在は熊本市黒髪・子飼本町に相当する中世までの地名武部・竹部・建部あたりを本拠としていたと思われる。
菊池川流域で発掘される古墳群は少々時代が下り、竜王山古墳（山鹿市）・山下古墳（玉名市）・院塚古墳（岱明町）が知られ、これらは日置部君（ひおきべのきみ）一族の地とみなされる。阿蘇一宮町にある中通古墳は阿蘇君（あそのきみ）の築造とされる。これらの墳墓から発掘される貝輪などは、当時の豪族がさかんな交易を行なっていたことを示している。さらに、阿蘇溶結凝灰岩から作られた舟形石棺が瀬戸内海沿岸や近畿地方の古墳にも用いられている ことから、この交易は相当広範囲にわたる規模のもので、豪族たちの権勢を支えていたと推測される。県全体で確認された古墳は約1300程を数え、これは国内の24%に当たる。
磐井の乱以後、九州への支配体制を強化した大和朝廷は、当地の軍事力の再編成や屯倉の設置など支配力を強化した。この一連の中で、火の国には大伴氏の部民が多く配された。これらは、『万葉集』巻5、『和名類聚抄（和名抄）』、東大寺出土木簡などの記述から見いだせる。『日本書紀』にある火の国の春日部屯倉（熊本市春日町）は九州中南部の豪族反乱へ睨みを利かす朝廷の出先機関という性格を有し、軍事的かつ経済的拠点としても機能した。『隋書』の中に阿蘇山噴火を記した下りがある。これは遣隋使が行われた推古天皇期に伝えられた情報と考えられており、火の国が大和朝廷にとって重要な拠点のひとつだったことを示す傍証にもなっている。

## 律令制下の肥後

### 肥後の名は
令制国「肥後国」が史書に初めて記されたのは、『日本書紀』持統十年四月戊戌紀にある白村江の戦いで捕虜となり33年ぶりに帰国した兵士「肥後国皮石郡（合志郡）人の壬生諸石（みぶのもろいし）」について記述した箇所に見られる。朝廷は、帰国した彼と家族の労苦に対し水田や物品を与え、また税の免除などを以って報いたとある。

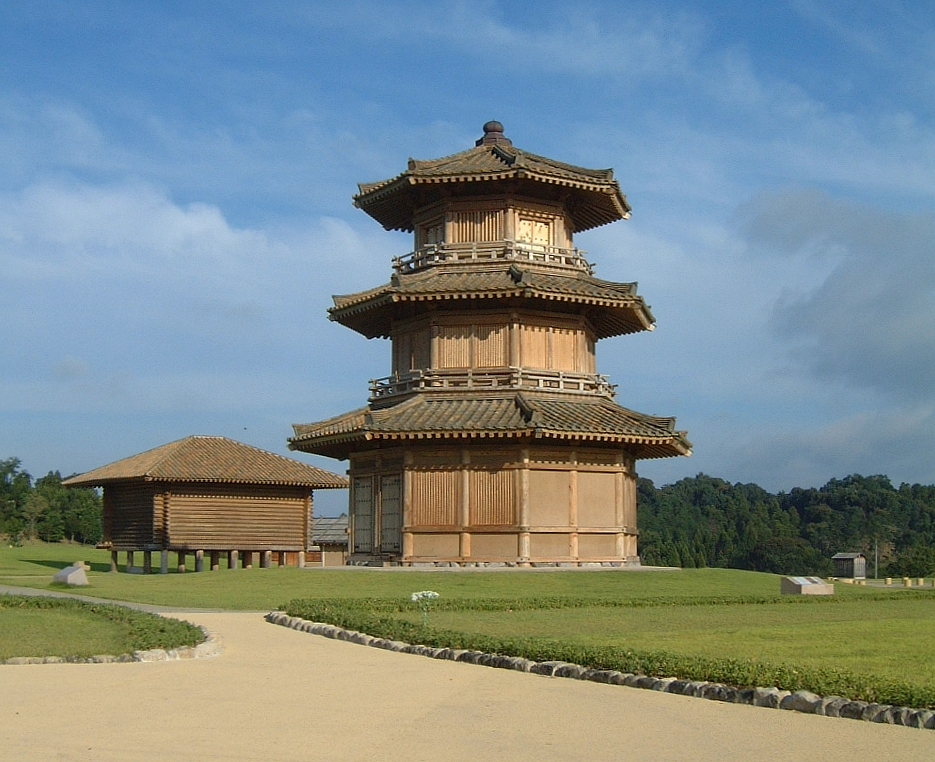
歴史公園として復元された鞠智城

日本書紀の次に編纂された「続日本紀」文武二年五月二十五日条に、鞠智城繕治の件を載せている。これは唐・新羅連合軍来寇に備え、大宰府を防衛する大野城・基肄城と同時期に現在の山鹿市（旧菊鹿町）に建設されたものである。ただし鞠智城は武器や兵糧の供給または防人が控える支援基地としての性格が強かった。
律令制においては肥後国にも国府が置かれ、その場所は『和名類聚抄』には益城郡、『伊呂波字類抄』には飽田郡（熊本市二本木）、鎌倉時代の『拾芥抄』では益城・飽田郡のふたつが併記されている。一方で地名としての「国府」は託麻郡（熊本市国府）にあり、『日本霊異記』宝亀年間頃の説話には「託麻国分寺」という記述がある。発掘が行なわれたところ熊本市国府から9世紀中ごろの遺構が発見されたが、これには洪水による破壊の痕跡 が見られた。この発見から、当初は託麻にあった国府が水害を被り、益城・飽田の何れかに移転したものと考えられている。ただし、これを裏付ける遺跡や遺物の発見にはいまだ至っていない。
一方で官職「肥後守（ひごのかみ）」は『懐風藻』に五音詩「秋宴」を載せた作者「正五位下肥後守道公首名（ひごのかみみちのきみおびとな）」に見られる。道公首名は663年に北陸の道君一族に生まれ、新羅大使や筑後守を経て兼任肥後守に就任した。『続日本紀』には首名の系譜や生涯などと優れた業績を記録した「卒伝」があり、治水灌漑のための溜池「味生池（あじうのいけ）」（現：熊本市立池上小学校北側一帯）を築いた事例などが載せられている。続日本紀では通常「卒伝」は僧侶を除き律令官位制五位以下の者は記録しないが、正五位の道公首名だけ は生前の伝記に当たる「卒伝」が詳細に記録されている。これは、首名の地方行政が律令下の範たるものであったことに加え、天智天皇と道君一族の越道君伊勢羅都売（こしのみちのきみいらつめ）の間に生まれた志貴皇子が光仁天皇の父であり、『続日本紀』編纂期の天皇と血縁にあったことも影響していると考えられる。
肥後の国司には、この道公首名の他に紀夏井、藤原保昌らも赴任し、平安時代の国司・清原元輔と肥後の女歌人・檜垣嫗との交流についてはさまざまな説話が残されている。

### 律令制度
飛鳥時代から導入された律令の調庸のうち、肥後から納められる特徴的な品目に繭綿と絹織物があった。これは『和名類聚抄』および『続日本紀』中に、貢進される数量の多さとともに記されている。また、紫草も多く貢上され、これらは平城京跡や大宰府から出土した木簡にある記述に裏付けられている。この他にも、朝廷の正月節会料のための「腹赤魚（はらか）」など海産物の献上記録などが残されている。肥後国の納税能力は高く、『弘仁（主税）式』に記録された出挙稲数では、九州総計459万束のうち123万束を肥後国が占めている。そのため公営田制導入において肥後国は、延暦14年（795年）には国等級区分が「上国」から「大国」へと昇格され、その中心を担う一国に据えられた。
これら租税徴収および軍事など地方行政を遂行するため、肥後国にも条里制が布かれ、郡家（郡衙）や駅路・車路（くるまじ）が整備された。ただし、記録に残る条里制の区域は、一部阿蘇カルデラ内を除き菊池川流域および熊本平野に集中し、「コ」の字形に配列された掘立柱が特徴的に見られる郡衙遺構もそれらの中心を占める形で発掘されている。路は筑紫国から下り、熊本平野を南北に貫いて馬屋である益城駅に続く。現在の熊本市北部（旧地名「子飼町」）には、繭綿輸送の中継点であった「蚕養駅（こかいえき）」が設置された。
肥後国はまた、朝廷や駅馬・伝馬に用いられる馬を供給する「牧」 を担い、『延喜式』には二重牧（ふたえまき、阿蘇外輪山を挟み阿蘇町と大津町に跨る）と波良牧（はらまき、小国町一帯と推測される）、さらに『日本三代実録』には大宅牧（おおやけまき、宇土半島）が記録されている。また山鹿市に残る昔話に、大田畑を誇る米原長者がやはり大地主の駄の原長者と宝くらべを行い、金銀財宝を積み上げた米原長者に対し凛々しい子息らと美しい子女らを並べた駄の原長者に民衆が軍配を上げる話がある。この駄の原長者は数百頭の牛馬を持ち、官道への駅馬供給を担った実力者であったと推測されている。

### 白い亀
神護景雲元年（768年）、肥後国葦北郡から白い亀が朝廷に献上された。3年後にも同じ例があるが、こちらは歴史に大きく関与した。神護景雲4年（771年）8月に葦北郡と益城郡の二箇所から白亀が献上されたが、同月は称徳天皇が没した月と重なり、天智系の光仁天皇が即位した時でもあった。大瑞を示す亀の出現を受けて10月に元号が「宝亀」に改められ、権勢を誇った道鏡は失墜した。
この二度目の白亀献上は、『続日本紀』によると国司である肥後守・大伴宿禰益立が行った。宝亀3年（773年）にはまたも白亀を献上した肥後国は、瑞祥を示すことで天武系から天智系への転換を後押しし、そこには大伴氏の関与があったものと推測されている。ただし、藤原種継暗殺計画に関与したとして大伴家持の一族が処罰されると、肥後国司の系列に大伴の名は見られなくなり、藤原氏系列がその職を得ることとなった。

## 中世の始まり

### 武士の勃興
平安時代後期、日本各地で武士が勃興し勢力を確立してゆく。これは肥後国においても同様に見られ、有力な武士団が形成された。しかし、いずれも肥後一国を支配下に置く「一国棟梁」に至った者は生まれず、これは豊臣秀吉の登場を待たなければならなかった。
肥後を代表する武士団は菊池・阿蘇の両氏であり、緑川流域の木原氏や諸島部の天草氏、人吉や球磨川流域に拠した関東下向系の相良氏、戦国時代に名を馳せた隈部氏なども知られている。肥後に限らず九州の武士は府官すなわち大宰府に所属する仕官を源流とするものが多く、刀伊の入寇時に戦いに当たった諸氏の記録に名が見られる。

### 菊池氏の始まり
菊池氏は、その初代・菊池則隆が、刀伊の入寇において大宰権帥藤原隆家の配下で活躍した藤原系の郎党・政則（蔵規）を父に持つとされる。当時、九州の有力豪族は権威を保持拡大するために大宰府との接触を持ったが、菊池氏もこの例に則していた。ただし、太宰小弐・対馬守に任命された政則に対し、則隆やその子・政隆（西郷太郎）は郡司家系列の「肥後国住人」ともされていた事から、両者には必ずしも血筋の繋がりあったとは限らず、本来は主従関係にあったともする考えもある。

### 阿蘇氏の始まり
もうひとつ、中世肥後の有力武士団となる阿蘇氏（宇治姓）は特異な性質を持っていた。阿蘇氏は、阿蘇国造の系列を称し、また古代の火山神と地域の農業神を習合した阿蘇神社 の神官を世襲する豪族であった。保延年間には、阿蘇山麓に開発した田地を中院右大臣家（源雅定）を領家、安楽寿院を本家とする荘園として寄進し、開発領主から本所へと地位を固めた。さらに健軍社（健軍神社）・甲佐社（甲佐神社）・郡浦社（郡浦神社）を傘下とし、白川・緑川流域に当たる肥後国中央部を勢力下に置いた。阿蘇神社は肥後国一宮となり、宮の造営などの経費は一国平均の役で賄われるなど、権威を拡大した。これらの権勢を背景に、阿蘇氏は武士団を形成した。それは、保延3年（1137年）の資料に初見される、宇治惟宣が神官の長が武士団の長を兼ねる際に用いる「大宮司」を称したことを始まりとしている。
なお、阿蘇氏は名の通り阿蘇を出自とするものの、全盛期は、阿蘇の南外輪山・現在の山都町にあったとされる「浜の館」時代であった。当時は阿蘇よりも矢部の方が生産性が高く地の利が良かったようで、「岩尾城」「愛藤寺城、別名矢部城」など要害の地に立つ堅牢な山城を築城して勢力を誇った。

### 初期武士団の形成と争い
平安時代後期には、地方で勃興する武士勢力による小規模な争いが見られた。またそこに、白河上皇に始まる院政を背景とした国司支配が絡まり、複雑な模様を呈した。
肥後に限らず九州では、鎮西総追捕使を称した源為朝（鎮西八郎為朝）が乱暴を重ねたという記述を『保元物語』に見ることができ、各所に伝承が残っている。下益城郡（現 熊本市南区）富合町にある木原山は別名を雁回山というが、これは同山に砦を置いた鎮西八郎の弓の腕前を恐れ雁がこの山を避けて飛んだという逸話を由来としている。しかし『高野山文書』にある久安2年（1146年）の訴状によると、当地で反体制の騒乱を起こしたのは地方武士・木原広実であったとされ、源為朝がこの山に篭った証拠は無い。この訴状には他にも、現在の上益城郡甲佐町に拠した菊池氏系の田口経延・行季親子が国衙を襲撃した事件を載せているが、この舞台となった山手村にも鎮西八郎が武威を示すため白い旗を立てたという伝説 があり、現在では白旗という地名になっている。このように、九州一円に残る鎮西八郎伝説は、当時多くの地方武士勢力が局地的争乱を起こし、これらが源為朝の所業に集約され残されたと考えられている。

### 源平の狭間で
保元の乱以降、平清盛が大宰大弐に就任すると、肥後国を含む九州には平家の影響力が強く及び始めた。院政権力と結び、王領荘園の領家や預所職を一族で占め、また受領として国衙の行政権を掌握した。この動きに地方の武士団は、平家の軍門に下るか、もしくは反抗を試みるかの二者択一を迫られた。当時の菊池氏棟梁・隆直が選んだのは後者の道だった。治承4年（1180年）、菊池隆直は大宮司阿蘇惟安や木原次郎盛実など肥後の有力武将と組み立ち上がった。この鎮西反乱は、『玉葉』では「筑紫の反乱」と、終結した年号から「養和の内乱」とも呼ばれる。数万の兵を以って一時は大宰府にまで攻め入った肥後勢ではあったが、平家側の働きかけにより朝廷は原田種直に反乱分子を意味する「鎮西の賊」菊池隆直追討の宣旨を下し、平貞能を追討使として九州に派遣した。押され始めた肥後一党は本拠を攻め込まれ、養和2年（1182年）4月には降伏、肥後の武士団は平家方に組み込まれた。
『吾妻鏡』・『平家物語』・『源平盛衰記』また『歴代鎮西要略』では、この「鎮西反乱」は勃興と同年伊豆で挙兵した源頼朝に呼応したものとされるが、実態は異なり地方勢力の反乱であった。それどころか、寿永2年（1183年）に安徳天皇を奉じて九州に落ち延びた平家に従った菊池隆直を、鎌倉幕府は平家に組した「張本の輩」と断じた。ただし、菊池氏は鎌倉時代も御家人として存続した点から「鎮西反乱」が源氏方にも考慮された可能性は否定できない。また、当時既に球磨地方の多良木荘に拠った相良氏も平家方として活動したが、幕府成立後に謝意を示して許されたとされる。しかし、これは逆に罰を受けて氏族本拠の遠江国相良荘を追放された結果との説もある。
阿蘇氏・木原氏という有力武士団を配下に反乱を起こした菊池隆直は当時「一国棟梁」に最も近い位置にいたが、結果「養和の内乱」は中央の武家権力による肥後支配を呼び込む役割を担ってしまった。また、球磨一郡を範囲としていた球磨荘が平家没官領とみなされて鎌倉幕府によって解体され、その一部であった人吉荘は後に相良氏に与えられることになった。
熊本県やその近郊には、平家の落ち人伝説が残る。その場所としては、八代市泉町五家荘、隣接する宮崎県椎葉村などが知られている。

### 鎌倉政権下の肥後
文治の勅許によって守護・地頭が設置されると、平家方にあった肥後国では東国武士が多く惣地頭の職を占めた。「張本の輩」とされた菊池氏は、後鳥羽上皇の院宣に始まる承久の乱に菊池隆能が上皇方に加わったこともあり所領を没収されたが、多くの肥後在郷武士は惣地頭の「所堪」（指導統制）に服す小地頭に組み込まれた。
熊本市北部にあった有名な荘園「鹿子木荘」は、訴状資料として作成された『鹿子木荘条々事書』で主張された開発領主の権限の強さを示す事例で知られていた。しかし、後にこの訴状で開発領主とされた沙弥寿妙が実際には受領であったことが判明し、開発領主の権限「職権留保・上分寄進」には疑問が呈されている。また実際に、安泰を目指し領地を寄進した地方武士が、引き換えに得た代官職をやがて失なったり、または訴訟で敗れ喪失する例などもあった。

『蒙古襲来絵詞』より。文永の役において奮戦する竹崎季長（右）

### 蒙古、襲来
文永5年（1268年）と8年（1271年）に修好を迫る元の使者を追い返した幕府は、来寇を覚悟し、多くの武士を博多に集結させた。文永11年（1274年）10月19日、対馬・壱岐などを経由した蒙古軍の船が博多湾に押し寄せ、いわゆる元寇は始まった。この役には菊池・詫間・相良氏など肥後の武士も多く馳せ参じた。集団戦で優位に立ち大宰府に近い水城まで戦線を進めた蒙古軍だったが、一旦軍船に退却したところ暴風雨が襲い多くが難破してしまい、元軍は敗退した。
しかし再襲必至と睨んだ幕府は、旧習を破る令を発した。それまでは御家人のみを対象としていた原則を拡大し、「本所一円地の住人」すなわち非御家人までにも幕府は出陣を求め、軍功には恩賞で報いると告知した。また、先手を打つ高麗への遠征計画を練り、兵力の注進を守護に命じた。このうち、肥後北部の武士名簿を綴った報告書の一部は、後に裏面を用いて『筥崎八幡宮御神宝記』が作られたため、その内容を今日も知ることが出来る。ここに見られる武士の中には、井芹西向（いせりさいこう）のように惣地頭の横暴のため領地を失った者もいた。高麗遠征は博多湾岸の石築地設営に注力するため取りやめられたが、召集された兵力は警備に向けられ、肥後武士たちも生の松原に詰めた。
弘安4年（1281年）6月3日、蒙古軍はふたたび博多湾に来襲したが警備の武士と石築地に阻まれ一旦退却。江南の軍と合流し7月27日に鷹島沖に到着したが、今度は台風に当たり難破船が続出した。武士団は残軍に掃討をかけ、肥後武士も奮闘した。
この二度の戦役（文永の役・弘安の役）で戦った肥後武士の一人・竹崎季長は、後に戦役の模様などを伝える『蒙古襲来絵詞』を編纂した。菊池氏の庶流とされる竹崎氏は、豊福荘 竹崎（現在の宇城市松橋町竹崎）に在した国御家人であった。その中で季長は訴訟に敗れ一族からも孤立していた。そのような時に起こった文永の役は彼にとって千載一遇の好機であり、わずか5騎を引き連れて参戦した。死を恐れず挑み一番駆けの功を挙げたが、注進に漏れ恩賞に与れなかった。翌年彼は馬具などを売り払って旅費を工面し、中間2人だけを伴って鎌倉まで赴いて、建治2年（1276年）恩賞奉行の安達泰盛に謁見し訴え出た。泰盛は功を認め、季長に東海郷（現在の宇城市小川町）の地頭職を与えた。
弘安の役でも活躍を見せた竹崎季長は、後に東海郷経営に手腕を発揮した。これは置文『海東郷社 定置条々事』の内容や、霜月騒動で滅した恩人・安達泰盛を偲び発案したともされる『蒙古襲来絵詞』作成に充分な財力を得ていたところからも推測される。

### 得宗専制の影響
訴え出た竹崎季長は最終的に恩賞を得たが、彼のように武功を挙げながら何ら褒章を受けられなかった者は多く、御家人の貧窮化が進んだ。さらに寛元4年（1246年）執権に就任した北条時頼は幕府権力の掌握と反北条氏勢力の排除を強め、元寇という外患も利用し、北条一門による専制体制を固めた。肥後国に与えた影響も大きく、弘安徳政で事の是正を試みた安達泰盛が廃された霜月騒動以後の守護職は得宗または北条氏族が独占し、一国平均の役で課される税の徴収など本来国司が持つ権限も守護が担うようになった。得宗領とされた荘園も多く、菊池荘や熊本平野の各荘園・八代や球磨郡および天草・寛元2年（1244年）に相良氏から奪った人吉荘北方など、肥後国内全域に及んだ。所領を奪われたり、安堵・自立を脅やかされるなど矛盾を含んだ政治は多くの不満不平を生じ、反体制勢力である「悪党」の発生に繋がってゆく。

### 末法の肥後
永承7年（1052年）は仏教で言う末法の元年とされ、救済を求める宗教運動は肥後でも見られた。最初の例は永保元年（1081年）に建立された現在の御船町にある玉虫の如法経塔であり、著名なものは久安元年の現：山鹿市凡導寺にある滑石製経筒がある。これらの背景には肥後武士団勃興による争乱があったものと推測される。
法然に始まり、衆生救済を掲げた浄土宗の肥後伝播は、安貞2年（1228年）白川沿いの往生院で開かれた弁阿の別時念仏に始まるとされる。同年宇土西光院でも念仏を修した弁阿は、鎌倉時代に浄土宗が肥後国で広く浸透する端緒を開いた。多く建立された浄土宗阿弥陀堂の中でも、人吉・球磨地方に名刹が多く残っている。これは、鎌倉初期以降相良氏が当地を支配し、それが明治まで一貫して続いたことが大きい。湯前町にある熊本県下最古の建造物である 城泉寺（現：明導寺）や多良木町の青蓮寺はその代表であり、仏教建築や阿弥陀三尊像、法華経を収めた銅製経筒などが伝わっている。

## 南北朝の時代

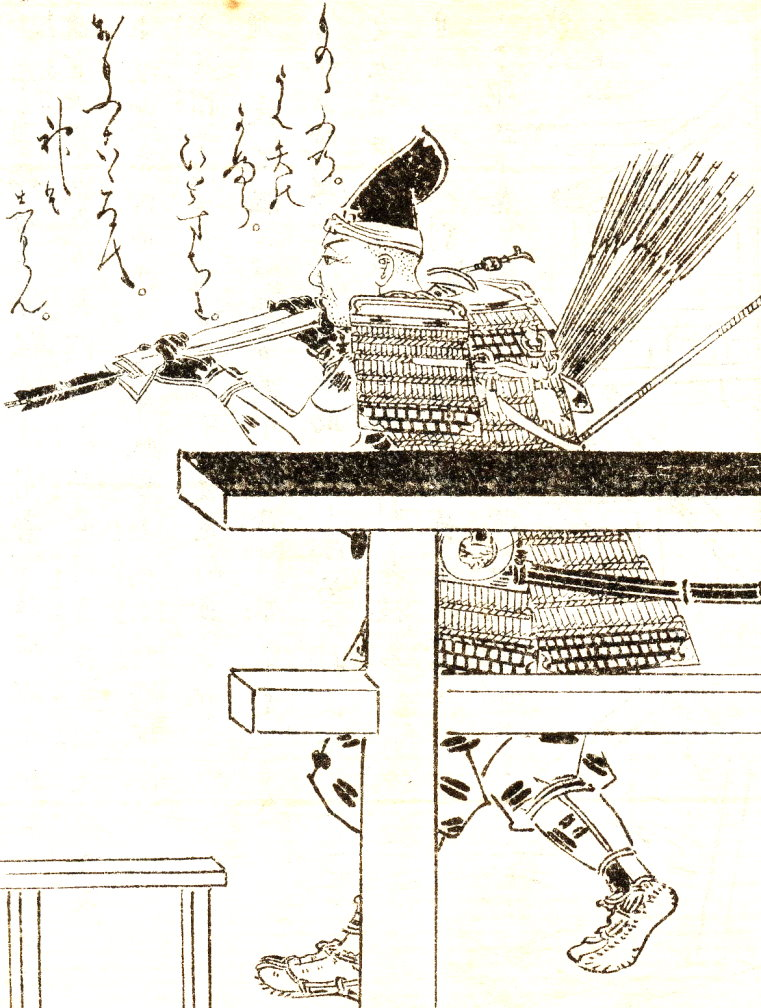
菊池武時。菊池容斎 作『前賢故実』より。

### 博多合戦は憎しみ深く
後醍醐天皇の討幕運動に呼応し 護良親王が発した北条高時討伐の令旨は、九州の各武士団にも届いた。元弘3/正慶2年（1333年）初頭、当時の菊池氏棟梁・武時は、筑後の少弐貞経・豊後の大友貞宗 とともに鎮西探題を攻撃する密約を交わし、その準備にかかった。しかし、この計画は探題の北条英時に漏れ、英時は彼らに博多への出頭を命じた。同年3月12日菊池武時は阿蘇惟直らを従い向かったが、探題から遅参を責められた。計画漏洩を察した武時は決起を働きかけたが少弐・大友両氏はこれを拒絶した。
3月13日早朝、菊池武時・阿蘇惟直らは決意を固め手勢150騎で探題の館に攻め込んだ。しかし少弐・大友両氏は裏切って探題側に付き、激戦となる。菊池勢は武時以下ことごとく討ち死にする中、嫡男・菊池武重はかろうじて肥後へ逃れることができた。1978年、福岡市地下鉄工事の際、博多区祇園町東長寺前からおよそ110の頭蓋骨が発見された。分析の結果14世紀のものとみられ、博多合戦で敗れさらし首にされた菊池一党の武士のものと見なされている。
北条英時は肥後国守護の北条高政に菊池・阿蘇氏の討伐を命じた。規矩高政らが率いる討伐軍に本拠地を攻め込まれた両氏は現在の五ヶ瀬町にあったと推測される日向国鞍岡城に逃げ込むも攻め入られ、鞍岡山に逃れた一部を除き多くが討死した。この一連の事件によって、菊池氏は少弐・大友両氏に対し、拭い難い程深い恨みを持つこととなった。

### 建武の新政と肥後武士
このように九州での倒幕運動は一度は失敗に帰したが、中央では足利尊氏が、鎌倉でも新田義貞が反旗を翻した。少弐・大友両氏も倒幕に転じ、鎮西探題を攻め落とした。こうして鎌倉幕府は倒壊し、隠岐から京都へ戻った後醍醐天皇の下、公卿や楠木正成ら武士が輔弼した天皇親政が始まった。
新政府は政権交替の論告において、肥後武士を高く評価した。菊池氏嫡男・武重は肥後守の官職を得、武敏（掃部頭）・武茂・武澄（肥前守）ら兄弟も要職を授けられ顕彰された。阿蘇氏もまた、北条氏に奪われていた大宮司任命権を『官社開放令』によって取り戻し、勢力の回復に繋がった。これらは、多くの郎党が無念の死を遂げた肥後武士団の溜飲を下げ、彼らをして後に「南朝一辺倒」と言われる程の宮方（南朝方）傾倒に駆り立てる動機となった。

### 南朝一辺倒
天皇親政下の政策は、拙速な改革や朝令暮改、恩賞の不公平や新課税など多くの問題をはらんだもので、親政権は急速にその支持を失っていった。建武2年（1335年）足利尊氏は鎌倉で反親政に乗り出し、後醍醐天皇は新田義貞を討伐に差し向けた。天皇に近侍していた菊池武重・武吉兄弟は「菊池千本槍」を携え、また阿蘇惟時・惟直親子も共に新田軍に加わって、箱根・竹ノ下の戦いに参戦した。この時、阿蘇親子に向けた「後醍醐天皇綸旨」が「阿蘇家文書」として現存している。しかし新田方は破れ、京都までの退却をも追われた。菊池武重は殿軍として足利直義を退ける活躍を見せ、建武3年/延元元年（1336年）には京都・大渡橋の戦いでも尊氏軍を迎撃した。その後武重は比叡山に逃れた後醍醐天皇に付き従い、そのまま軟禁された。
足利尊氏は京都で北畠顕家に敗北し、態勢建て直しのために九州へ逃れた。この際、九州の有力武士団に軍勢催促状を送り、武家政権復活に期待を寄せる少弐頼尚らはこれに従った。しかし、菊池・阿蘇氏は南朝への義理に服した。武重不在を守る菊池武敏や阿蘇大宮司惟直と惟成兄弟は軍を率いて北上し、優勢な戦力を背景に多々良浜の戦いに臨んだがこれに敗れ、尊氏の再決起をみすみす許した。建武3年4月3日、九州北部に一色範氏（道猷）を、南部に畠山直顕を置き、少弐頼尚や大友氏泰らを率いて尊氏は大船団で京へ出発した。その途上、迎え撃つ天皇方を湊川の戦いで撃破し、敗れた楠木正成とともに菊池武吉は切腹して果てた。この後、尊氏と、これを避けて吉野に逃れた後醍醐天皇による、南北の両統が迭立する南北朝時代が始まった。
足利尊氏ら本勢力が九州を離れると、肥後武士団は抵抗を強めた。尊氏出発直後の4月13日の安楽寺（現：玉名市）や16日の鳥栖原（現：西合志町）で戦い、今川助時が尊氏方として肥後国国府に入ると唐川（現：菊陽町）で合戦を挑んだ。幽閉状態を脱し菊池武重が肥後に戻ると、建武4年（1337年）に挙兵。阿蘇惟時の娘婿・阿蘇惟澄や八代で地頭職に就いていた名和氏とも協調し、犬塚原（現：御船町）で一色頼行を破るなどの行動を見せた。
その行動において「南朝一辺倒」とも評される肥後武士ではあったが、実態は必ずしも一枚岩ではなかった。この時期は、所領を嫡男に一括相続させる慣習が広まり、一見遺産の分散を防ぐこの方法は反面一族内の争いを強めてしまった。阿蘇氏は一族が南北朝に割れたが、惟直の死後大宮司に復帰していた阿蘇惟時は中立の態度を貫くことで一族の分裂を防いだ。
菊池氏も同じ問題を抱えていたが、菊池武重は氏族を纏める理念を外部に求め、曹洞宗の僧・大智を聖護寺に招いて「菊池家憲」を創った。延元3年（1338年）7月25日の日付が記されたこの家訓には血判が押され、日本最初の血判起請文とされる。これによると、重要な政治的決断は惣領が下すが、政道は寄合衆（内談衆）とよばれる一族の集団が決定するとある。しかし、翌年武重は亡くなり、後を継いだ弟の菊池武士は任に耐えられず程無く引退。さらには本拠を北朝方の合志幸隆に占領されてしまった。これは阿蘇惟澄の協力を得た庶子の菊池武光が奪還したが、菊池氏の勢力は衰退を見せていた。

### 三つの勢力
この状況にさらに混沌をもたらす二つの存在が肥後国に向かっていた。一人目は南朝の征西大将軍・懐良親王であった。親王は伊予・薩摩を経て、貞和4年/正平3年（1348年）肥後の宇土に着いた。迎えた惣領を継いだ菊池武光を伴い、阿蘇惟澄の所領を通過して菊池氏の隈府山に入った。
そして二人目は足利直冬。足利尊氏の庶子ながら父に疎まれる、叔父足利直義の養子になっていた。高師直・師泰兄弟と対立していた直義は、貞和5年/正平4年（1349年）直冬を中国探題に任命し、中国地方に影響力を及ぼそうとした。しかし師直は、配下に直義を攻めさせた。この時、直義を助けたのが肥後武士・河尻幸俊だった。河尻氏は、源高明の孫・実明を源流とし、飽田南郷川尻（現：熊本市）にあった国衙役人の系統にある清和源姓の一族とされる。鎌倉時代中期には、河尻泰明が寒巌義尹を招いて大慈寺を開山し、朝廷や北条氏との関係を設けて勢力を伸ばした。肥後国の中では北朝に属していた。
河尻幸俊に招かれ肥後に入った足利直冬は、幕府の威を借りて九州の武士団に指揮下に集結する呼びかけを行い、また所領安堵などを与えた。その一方で肥後の探題方に与する勢力を攻略し、観応元年（1350年）大宰府に入った。足利尊氏や高師直らは直冬討伐令を発した。そして、菊池には南朝の懐良親王が在した。こうして、元号でも正平・観応・貞和（足利直義が用いた）の三つが並ぶ、肥後版観応の擾乱を特色づける三勢力の鼎立状態に突入した。
- 宮方（南朝方）：懐良親王、菊池武光、阿蘇惟澄、五条頼光
- 尊氏方（探題方）：一色範氏・一色直氏（九州探題）親子
- 直冬方（佐殿方）：足利直冬、河尻幸俊、詫磨宗直（肥後大浦）、少弐頼尚（筑後）

観応2年（1351年）2月高師直・師泰が権力闘争に敗れ殺されると、足利直義は権力を掌握し、直冬方は勢いを得た。直冬は鎮西探題に、河尻幸俊は肥後国守護に就任した。一色氏は宮方と一時協定を結び、菊池武光らは筑後に進んで直冬方と激しく戦った。しかし同年正平一統が成り、翌年に直義が殺害されると、同様に勢いを失墜した足利直冬は九州から逃れ、三つ巴の状態は終わった。

### 筑後川の戦い
直冬逃亡によって再び南北朝対峙の状態に戻った九州では、探題方対佐殿方の内紛を尻目に宮方は勢いを強めていた。懐良親王の威光に加え、合戦を指揮した菊池武光のカリスマ性もあり、肥後はふたたび「南朝一辺倒」となった。文和2年/正平8年（1353年）筑前に攻め入った宮方は観応の擾乱で一色直氏軍を破り、翌々年には博多を攻略した。一色範氏・直氏親子は九州を脱した。
こうなると、少弐氏や大友氏など九州探題の一色氏と対立していた旧守護派は宮方と手を結ぶ必要が無くなり、再び対立するようになった。延文3年/正平13年（1358年）大友氏時は挙兵し、少弐頼尚も呼応して菊池氏本拠を目指した。菊池武光は五条頼光などを集めて北上し、頼尚も龍造寺氏・深堀氏・松浦党などと結集しこれを迎え、翌年両軍は筑後川の戦いで激突した。7月19日に始まった戦闘は、8月6日宮方の夜襲で決した。双方かなりの痛手を負ったが、少弐軍は敗退して以後衰退し、菊池氏は博多合戦の恨みを晴らした。

### 征西府の成立と崩壊
康安元年/正平16年（1361年）、懐良親王は宇土到着から18年を経て大宰府に入り、征西府を置いて北部九州を掌握した。その政治機構は、父・少弐頼尚に背いて南朝方に着いていた少弐頼澄を筆頭とする12人の府官によって成ったが、実際は肥後守護となった菊池武光ら菊池一族が握った。この頃には中央での南朝勢力は衰えていたため、征西府は幕府から独立した軍事政権の様相を帯びた。これは明や高麗との国交において顕著で、貿易権の掌握や、倭寇取締りを求める明からの使節が征西府に赴いたところや、明が「良懐」すなわち懐良親王を「日本正君」に冊封したところからも窺える。
当然の成り行きながら足利幕府は征西府を認めず、肥後守護に大友氏時を任じ、そして後任に阿蘇惟澄を推すなど南朝方の内部瓦解を画策するなどの行動を取っていた。そして応安3年/建徳元年（1370年）幕府は実効的な手を打ち、今川貞世（了俊）を九州探題に任命し、中国地方の武士団を引き連れ、九州でかつての北朝勢力をも懐柔して大宰府に攻め込んだ。大友氏や松浦党などを配下に収めた貞世の、多方面からの攻撃を受けた懐良親王・菊池武光らの征西府は応安5年/文中元年（1372年）墜ちた。この後二年間は筑後川流域を戦場に争ったが、武光そして菊池武政が亡くなり、宮方は肥後まで押し戻された。
武政が築いたとも言われる本拠・菊池城 に篭った宮方は、今川貞世に完全に取り囲まれていた。さらに貞世は九州三人衆と呼ばれた島津氏久・大友親世・少弐冬資にも参戦を命じ、菊池氏の殲滅を図った。しかしここで不可解なことが起こる。当初消極的な態度を見せた少弐冬資が島津氏久に説得されて参陣すると、貞世は冬資を殺害する挙に出た（水島の変）。氏久は怒り、以後反貞世に態度を転じた。このような混乱は宮方でも起こっていた。懐良親王は亡き武政の嫡男・菊池武朝と意見が衝突し、征西将軍職を辞した。武朝は後任の良成親王を奉じて肥前に攻め込んだが敗退。肥後の臼間野・大水（玉名郡南関町）でも大敗した。
反抗を見せる島津氏を、薩摩の国人に一揆を起こさせ封じた今川貞世は、菊池氏との争いに決着をつけるべく戦力を結集した。永和4年/天授4年（1378年）、中国勢も従え隈本・藤崎に陣を構えた貞世は菊池への兵糧攻めを行った。奇襲に討って出た菊池武朝は詫麻原の戦いに勝利するも焼け石に水。永徳元年/弘和元年（1381年）には菊池城や木野城など菊池氏勢力下の各城が落ち、武朝は南へ逃れた。貞世は軍を進めて河尻・宇土を次々に占領し、明徳2年/元中8年（1391年）には名和氏の八代を攻略した。そして翌年、中央で明徳の和約が成ったことを契機に武朝は降伏し、今川貞世の肥後制圧は完了した。今川貞世は菊池氏の本領を安堵し武朝を肥後国守護代に任命するなど九州勢力の掌握に努めたが、かえってこれは征西府再現を狙っているのではという将軍足利義満の嫌疑を生み、応永2年（1395年）貞世は罷免された。

## 室町の肥後

### 菊池氏の盛衰
今川貞世が去り渋川満頼が九州探題に就くと、菊池氏はまたも反逆の姿勢を顕わにした。しかし、続く断続的な戦乱の中菊池氏は段々と衰え、代わって詫磨満親が勢力を伸ばした。しかしこれも一時期なもので、南北朝時代に名を馳せた河尻氏とともに応永年間には目立った活躍を見せなくなった。
菊池氏は一時的に勢いを取り戻す。菊池兼朝は肥後守護職に任ぜられたものの、阿蘇氏や相良氏の勢力圏にまでは守護の権力を及ぼすことはできず、一国を支配するだけの権力を打ち立てられず、菊池氏の歴代守護を悩ませることになった。永享3年（1431年）菊池持朝の代になると親幕府の態度を表し、筑後・肥後の守護に任じられた。菊池城下は隈本に代わり守護所（隈府）となった。次代の為邦は日朝貿易に乗り出し、また城下に玉祥寺や碧巌寺を建立するなど、その富と徳は褒め称えられた。しかし後半生には筑後守護職を大友氏に奪われて日朝貿易が不可能となり、相良氏の八代進出にも無策のままで終わった。これが菊池氏衰退の始まりとされる。
次代菊池重朝は守護職も継承し、公権力を用いた菊池城下の整備を行い、菊池五山や城下町の形成がこの頃行われた。重朝はまた、文化人としての業績も残した。重臣の隈部忠直とともに建立し、招かれた桂庵玄樹が詠んだ漢詩に残される孔子堂。藤崎八旛宮の造営。また連歌の会も多く催した。文明13年（1481年）8月に興行した万句連歌は、後に書写されたものが伝わり、会の参加者を知ることが出来る。それによるとほとんどが肥後北部の者で、菊池氏系の有力庶氏は加わっていない。また、半数は菊池氏の直臣の名が見られ、特に隈部氏からは多くの出席が見られる。この頃、菊池氏勢力下の政務は隈部氏・赤星氏・城氏（藤原姓）が家老家として執り行い、かつて「菊池家憲」で定められた合議制は影も形も無かった。重朝が亡くなった明応2年（1493年）、菊池惣領は嫡子能運が継いだが、彼が最後の菊池本家嫡流となった。

### 阿蘇氏の分裂、矢部郷に拠点を移す。「浜の館」の隆盛
一方、阿蘇氏は一族分断の危機に晒されていた。阿蘇惟澄は一時北朝にも付いた嫡男・惟村に大宮司を継がせたが、弟の惟武はこれを不服として征西府に訴え出て認められ、貞治6年/正平22年（1367年）大宮司の補任を受けた。この時から阿蘇一族はふたつの系列に分かれて対立を始めた。
阿蘇惟村 – 惟郷 – 惟忠は矢部に本拠を置き九州探題や大友氏の支持を得ていたが、阿蘇神社領を配下に置き菊池氏に支援された惟武 – 惟政 – 惟兼を抑えられなかった。応永11年（1404年）には惟郷が攻め入り、同族での合戦となった。この時には幕府が仲裁に入った。その後も争いは続いたが、宝徳3年（1451年）一族長老らの決議により惟兼の子・惟歳を惟忠の養子として両統の一本化を図った。しかし、惟忠は実権を手放さなかったため、文明17年（1485年）惟歳とその子・大宮司惟家は相良氏の助力を受け、一方の惟忠と子・惟憲は守護菊池重朝の支援を取り付けて幕の平（現：上益城郡山都町杉木・山田）で激突した。戦いは惟忠と惟憲側の勝利（幕の平合戦）に終わった。

### 人吉と八代
南北朝時代、球磨地方の相良氏は多良木の上相良と人吉の下相良に分かれ、阿蘇氏のような対立を繰り返していた。この膠着状態に決着をつけ当地の統一を成したのは、文安5年（1448年）上相良を滅ぼした相良（永留）長続だった。だがこの実態は庶家による下克上とみなされている。長続は守護・菊池為邦から葦北郡の領有権を獲得し、寛正4年（1463年）には名和顕忠助力の引き換えに、高田郷（現：八代市南部）も領地に加えた。
相良氏の援助を受け八代城に戻った名和顕忠は、しかし高田郷を惜しみ、文明8年（1476年）薩摩の牛屎院へ出兵した相良氏の隙を突いて高田郷に攻め込んだ。長続の嫡子相良為続は天草領主を味方に引き込み防いだ。文明14年（1482年）ふたたび顕忠が攻めると、またも天草衆と共同して為続はこれを撥ね返すと、そのまま八代を攻撃し2年後には制圧に成功した。勢いを借りて豊福（現：宇城市、旧松橋町）まで進出した。だが、明応8年（1499年）には菊池能運の助力を得た名和氏に敗退し、松橋・八代を手放して球磨へ引き戻った。

### 島々に拠る武士団
天草地方の武士団は、ほぼ島々ごとに群拠した。鎌倉時代前期には、天草下島西北部の菊池氏系とされる地頭職志岐氏、本砥島（下島の中南部）の大蔵氏系とされる天草氏、『蒙古襲来絵詞』にその活躍を記された大矢野島の大矢野氏が知られる。志岐氏が地頭職を得たのは元久2年（1205年）に始まるとされ、当地では新興の勢力であった ため、北条氏や探題・一色氏と結ぶなど、その時々の権力者との繋がりを得て勢力維持に努めた。天草氏は、承平天慶の乱で活躍した大蔵春実の末裔とされ、貞永2年（1233年）原田種直の女子・播磨局が本砥島の地頭職を継承したことに始まる。大蔵氏系とされる大矢野氏は、元寇での記録以降、その活動は不明だった。
室町中期には、天草地方を舞台とする騒乱が始まる。名和顕忠を挟み展開した菊池氏と相良氏の争いは天草諸武士を巻き入れ、菊池方として活躍した天草上島の栖本氏の記録が残る。またこの頃には天草氏の勢力が強まり、志岐氏や上津浦氏を圧迫した。これは守護・菊池能運の仲裁で一旦鎮まったが、戦国期にはふたたび戦乱を起こすこととなる。

## 肥後の戦国時代

### 菊池氏正系の断絶
日本の戦国時代は明応の政変（1493年）あるいは応仁の乱（1467年）を始期とするが、肥後国では菊池能運が死去した永正元年（1504年）に始まるとされる。

### 阿蘇氏が最盛期を迎える
阿蘇氏の内部紛争である馬門原の戦い（別名、幕の平合戦　場所：山都町杉木付近）に菊池重朝が介入して破れてから、菊池氏の支配域減少と指導性低下は顕著だった。家督を継いだ重朝の子・能運は直臣の反抗に遭い、文亀元年（1501年）島原に亡命、一族は合議の末宇土為光を守護に据えた。2年後能運は阿蘇氏や相良氏らと連携し、天草氏らの支援も取り付けて隈府奪回に成功したが、戦傷が元で翌年死去した。能運には子がおらず、相続争いが勃発した。
その後、阿蘇氏は矢部を拠点に勢力を拡大。隆盛を極めていく。

### 菊池氏の衰退
能運の遺言に基づき菊池重安の子政隆が当主となったが、これに反発する一族は、菊池氏に代わって勢力をつけてきた阿蘇氏・大宮司阿蘇惟長（菊池武経）を後継・守護職に推した。永正3年（1506年）、惟長の背後から肥後掌握を画策していた大友氏が兵を率いて直接介入し、菊池城に入った阿蘇惟長は大宮司を弟の惟豊に譲り、菊池武経を名乗り当主の座についた。政隆は逃亡し玉名や島原で抵抗を続けるが3年後に捕縛され、久米安国寺（菊池郡泗水町）で自害した。しかし、惟長改め菊池武経は驕慢で、家臣からの支持を受けられずわずか3年で地位を解かれた。この背景には、黒幕大友親治の意向に添えなかったためとの説 や大友氏が菊池家乗っ取りと肥後を支配するために惟長（武経）を使い捨てにするつもりだったとする説 がある。菊池惣領には、詫磨氏から菊池武包が擁立されたが、これは形ばかりのものだった。

### 菊池氏滅亡
菊池氏正系断絶の際に策略を巡らした大友親治・義鑑らの目的は、菊池家乗っ取りと肥後支配にあった。永正17年（1520年）義鑑の弟大友義武が菊池姓を名乗り家督を継いだ。しかし隈府には入らず、隈本城を本拠とした、彼を輔弼したのは、鹿子木親員・本郷長賢・田島重賢など飽田・詫麻郡の武士だった。特に鹿子木親員は国内の紛争調停に活躍し、また藤崎宮再建の奏請や連歌師との交流など、文人武将としての能力も発揮した。
大友氏が目指す肥後支配の一環だった菊池義武は、やがて独自色を強めていった。これは、天文2年（1533年）九州北部を狙う大内義隆が提示した筑後守護職に誘われ出兵したことで明白となり、大友本家当主の兄・義鑑の激怒を買った。義鑑は肥後に攻め入り、義武は島原を経て相良晴広の下へ逃げ込んだ。義鑑は大内氏との和睦に応じた後、天文12年（1543年）には肥後守護職に就き、肥後の大方を支配した。しかし天文19年（1550年）2月に義鑑が二階崩れの変で殺害されると、義武は勢いを取り戻し、かつての重臣や名和氏・相良氏らの協力を取り付けて隈本に戻った。だがこれも、阿蘇氏や城氏を引き入れた義鑑の嫡子・義鎮（宗麟）に攻め込まれ、これに抗し難く島原へ逃亡、再び相良家を頼る。相良晴広は薩摩の島津忠良に和睦斡旋を依頼するなどして、大友義鎮に菊池義武との和を請い続けたが合意には至らず、義武は天文23年（1554年）義鎮の再三の帰還の命に覚悟を決め豊後へと帰還する。しかしその道中で大友勢に取り囲まれ已む無く自害して果てた。ここに肥後武士の雄・菊池氏は滅んだ。大友氏は肥後北部を掌握し、政治の実務は旧菊池家臣団に任せる政策を採った。

### 草刈場と化した肥後
一旦は平安を見た大友氏による支配は程なくほころびを生じ、肥後は諸勢力による草刈場の様相を呈し始める。永禄2年（1559年）、現在の菊鹿町で、それぞれが国人として独自性を持ち出した旧菊池家臣の権力争いが激化し始めた。赤星親家は合勢川の戦いで隈部親永に敗れると、その子・赤星統家は大友氏を頼り、対抗して隈部氏は肥前の龍造寺隆信に助力を請いた。事態は天正6年（1578年）11月、耳川の戦いでの大友宗麟敗北によって動き出した。龍造寺氏はこれを好機と捉え南下を開始し、2年後には肥後に迫った。筒ヶ嶽城（荒尾市）の小池親伝を下し、さらに次男江上家種を大将とする軍は隈部氏と共同戦線を張り、長坂城（山鹿市）に進め赤星方の星子中務廉正を攻略した。翌年には嫡子・政家を大将に据えて再び軍を進めた。赤星統家は人質を出して降伏し、菊池城を退去した。その後には隈部親永が入り、肥後北部の支配権は大友氏から龍造寺氏へ移った。
一方、隈本城を守る城親賢は龍造寺・隈部連合への対抗として、大友氏ではなく薩摩の島津氏と結んだ。国境を接し、永禄5年（1562年）に北原氏の領地回復の為に島津貴久と盟約を結んでいた相良氏であったが、翌年に日向国の伊東氏と結び島津氏の大明神城（大明司塁）を落城させる。それにより両者の関係は悪化し、貴久の後を継いだ島津義久は永禄12年（1569年）菱刈氏の援軍として大口に居した相良勢を追い出した。島津氏はそれ以後、天正6年（1578年）までに薩摩国、大隅国、日向国と立て続けに統一、さらに耳川の戦いで大友氏を破り、北進の足場を固めていた。天正8年（1580年）城氏の求めに応じて島津義久は佐多久政・川上忠智を肥後へ派遣し、隈本城を拠点に大友方につく矢崎城（三角町）の中村惟冬を攻め落とし、さらに合志親為が篭る竹迫城をも攻略した。しかし、これら島津氏の遠征は相良氏の領地である葦北・八代を海路で越えるもの であり、この時には本格化するには至らなかった。
期せずして肥後の防波堤となった相良氏であったが、九州制覇を目指す島津氏に激しく攻められることとなる。天正8年9月、島津方は新納忠元を将に据えた軍で水俣城を攻撃し、一年の攻防の末に落とす と、相良義陽は葦北七浦割譲を条件に和睦を結んだ。島津氏は、相良氏に阿蘇氏攻略の先鋒を命じ、義陽はかつて盟友の間柄でもあった阿蘇方の甲斐親直（宗運）と響野原の戦いで矛を交えざるを得なくなった。この戦いで義陽は戦死する。

### 阿蘇氏、矢部の拠点を失う（豪族としての終焉）
龍造寺配下にあった肥前の有馬晴信は、島津氏に通じた。天正12年（1584年）初め、裏切りに龍造寺隆信は懲罰の兵を島原に向け、島津義久はこれを好機と捉えた。3月、大将・島津家久以下の大軍を肥前に進め、龍造寺氏との決戦（沖田畷の戦い）に臨んだ島津方は激戦の末勝利を掴み、肥後の覇権を手中にした。よもや肥後武士は反抗の態度を示さず、9月8日には島津義弘が八代に到着し、12日には隈本城に入った。隈部親泰ら肥後北部の国人らも恭順の意を示す中、唯一大友氏との繋がりを持つ阿蘇氏だけが従わなかった。しかしこれも、阿蘇方の智将甲斐親直が天正13年（1585年）7月3日に没すると島津氏は攻撃を始め、御船の田代快尊・宗傳父子など、阿蘇方勢力下の城を次々を攻め落とし、翌年には阿蘇本拠の矢部を落とし、肥後制圧を完全なものとした。
島津氏は鹿児島・種子島に伝来した鉄砲を有力な武器として、九州各地の戦いで圧倒した。
島津氏は八代を拠点に、各要所に配下の番衆を置いて肥後支配を始めた。しかし、既に占拠した日向国のように地頭職に家臣を就け、その配下に地域の武士団を納めて軍事組織化するには至らなかった。これは、異なる統治手法を用いようとしたのではなく、尾張国に発した新たな時代の奔流が猶予を与えなかったためである。

### 天草へのキリスト教伝播
戦国期は天草にも訪れ、各氏族は争いを繰り返していた。この状況に一石を投じたのは永禄3年（1560年）、栖本氏を攻める上津浦氏を支援した松浦隆信が導入した鉄砲隊の威力だった。天草諸氏はその有効性を認め、導入のためポルトガル宣教師のキリスト教布教を許した。永禄9年（1566年）志岐鎮経は口之津の日本布教長コスメ・デ・トーレスに宣教師派遣を要請した。これに応え、ルイス・デ・アルメイダが志岐に赴いて教会堂が建設され、また 洗礼を鎮経に施しドン・ジョアンの洗礼名を与えた。この教会堂は日本布教の一大拠点となり、永禄11年（1568年）には日本中の宣教師が集まり会議が催され、元亀元年（1570年）にはトーレスの引退とフランシスコ・カブラルへの布教長引継ぎが行われた。志岐氏領地の富岡港（現：苓北町）にはカブラルとともにグネッキ・ソルディ・オルガンティノも上陸した。
しかし後に、志岐鎮経は棄教しキリスト教徒迫害に転じる。これは、トーレスの死や後任カブラルとの考えの食い違い、家臣と貿易船員との間に生じたトラブルもあったが、南蛮貿易の本拠地が長崎に移ってしまったことが決定的だった。ルイス・フロイスが著した『日本史（Historia de Iapan）』では、鎮経の評判はすこぶる悪い。志岐氏に代わってキリスト教を受容したのは天草鎮尚（洗礼名ミゲル）だった。元亀2年（1571年、永禄12年とも）アルメイダを招き、嫡男・久種（洗礼名ジョアン）以下家臣らとともに洗礼を受けた。この後数年で下島中南部を起点に天草諸島全域にキリスト教が広まった。
島津氏による肥後制圧の際、天草地方もまたその支配下に入ったが、志岐氏・天草氏・上津浦氏・大矢野氏・栖本氏はそれぞれ独自性を維持し、国人として命脈を繋いだ。彼らを指して天草五人衆と呼ばれる。

### 港湾都市の発達
中世後期、日本は経済発達による交易も盛んになり、肥後にも外国まで知られた港湾都市が発達した。高瀬（現：玉名市）は筥崎宮領に属し、菊池川と繁根木川河口に挟まれた交通の要所であった。鎌倉時代には時宗の願行寺などが建立され、明に渡海する前の絶海中津も立ち寄ったという。貞和3年/興国7年（1347年）には菊池武光の弟・武尚が保田木城を築き、以後高瀬氏を称した。高瀬氏は願行寺をはじめとする仏閣への寄進や町の整備などに尽力し、問屋町や職人町の形成に寄与した。日朝貿易も盛んに行われ、後に高瀬川底から発見された中国の青磁類からも、その繁栄ぶりを窺うことができる。菊池能運が宇土為光を討伐した際に高瀬武基が戦死すると保田木城は主不在となり、後の大友氏肥後支配時に自治都市としての性格を強めた。
足利直冬を迎えた河尻幸俊が拠点とした河尻もまた、白川と緑川の河口域にある港湾都市として栄えた。永正14年（1517年）訪れた連歌師の宗碩は、「千舟より川やちりはう柳かげ」と河尻の様子を詠んでいる。応永年間に河尻氏の勢力が衰えると、河尻は特定の支配を受けない「公界」としての性格を強めた。天文8年（1539年）菊池方と相良方が利害調整会談の場を河尻で設けたり、上京道中の島津家久一行が通る際に関銭を支払わされたなどは、この「公界」河尻ならではの事例とされる。宣教師アルメイダは永禄7年（1564年）の手紙に、河尻を指して「大なる町」という記述を残している。
建武の新政における論功で地頭職を得た名和義高が入り八代城を築いてから、城下町および八代神社の門前町として八代は繁栄した。相良氏領下の時代には、外港の徳淵浦を基点とする貿易で八代は栄えた。相良義滋・晴広は貿易船「市来丸」を建造して主に琉球貿易を行ったが、町衆による中国貿易も盛んであった。

### 阿蘇家本拠・山都町「浜の館」の出土品
これらの都市に代表される交易がもたらしたひとつの結実は、阿蘇氏本拠であった矢部町（現、山都町）の地で発見された。1973年（昭和48年）、県教育委員会は熊本県立矢部高等学校敷地を調査し、建物および庭園跡を発掘した。さらに、黄金の延板、白磁・青磁・染付・三彩・緑釉等の陶磁器などが出土した。これらのほとんどは輸入品であり、この遺跡が阿蘇氏本拠の「浜の館」であったと同定されている。出土品21点は「肥後阿蘇氏浜御所跡出土品」として国の重要文化財に指定されている。

## 近世のはじまり

### 豊臣秀吉の九州統一
日本史において一般に近世とは織田信長の上洛を起点とするが、肥後では豊臣秀吉の九州統一をはじまりとしている。天正15年（1587年）3月、大軍を率いた秀吉が九州に入ると、後は文字通り破竹の勢いで南下した。4月11日には肥後南関、16日には隈本城、19日には八代城、26日には水俣城に至った。5月8日には出水で島津義久を、次いで島津義弘・新納忠元を降伏させると踵を返し、6月2日には隈本へ舞い戻った。すると秀吉は肥後の国人52人に本領安堵の書状を発すると同時に、佐々成政に肥後一国を与えた。同7日には小早川隆景に筑前・筑後を、黒田孝高に豊前六郡を与え、九州の国割りを終えると大坂への帰路についた。

### 難治の国の佐々成政
織田信長配下の猛将として名高かった佐々成政は秀吉に反発し、何度も反抗しては降伏を繰り返していた。その成政が肥後国を貰い受けたことは意外と評されもする が、九州遠征中の5月に肥後国人相良頼房と大矢野種基が授かった本領安堵の朱印状には「羽柴陸奥守（佐々成政）に与力せしむ」 とあり、既に官職と羽柴姓が与えられていることからも、秀吉はこの時には既に成政に肥後を統治させようと予定していたと窺える。また6月2日には成政を侍従に任命し、肥後国人52人に与えた書状にも領地の目録を成政から受け取るよう指示されていることから、秀吉は成政に期待を寄せていたとも考えられる。なお、秀吉が肥後統治に当たり、一揆をおこさせない、国人の所領安堵、検地の3年間禁止などを厳命した五箇条の定書 は、宛名が「佐々内蔵助」となっており、その信憑性が取り沙汰されている。
難治の国・肥後行政に乗り出した佐々成政は、領地目録を作成するため各国人に所領の検地を要求した。朱印状には、本領安堵には成政に従い目録を受けることが条件として記されていたが、国人たちはこのような寄親・寄子体制は理解の埒外にあり、彼らはこれを秀吉が保障した自治権の侵害と捉えた。最初に反発の態度を示したのが隈府城を拠点としていた隈部親永だった。彼は印状を盾に検地を拒否し、いわゆる肥後国人一揆が勃発した。8月6日、甥の佐々宗能を討伐に向けたが抵抗を受け、成政は家臣に徴兵した国人衆らを加えた総勢6000の軍で隈府城を攻めた。親永は息子・山鹿親安の城村城に入り、ここに篭城して、肥後中の国人に檄を飛ばした。
これに呼応したのが御船城の甲斐親房・親英だった。赤星氏・城氏・詫摩氏ら有力な国人もこれに合流し、総勢35000の一揆軍で隈本城に向かった。この報告を受けた佐々成政は隈府城に付城を築き、急遽隈本に戻った。成政は坪井川で一揆軍を破ったが、隈府では佐々宗能が隈部方の内空閑静房に討ち取られた。さらに田中城（菊池郡）で和仁親実や辺春親行らも900人の手兵で立ち上がった。成政の救援要請を受けた柳川の立花宗茂は2000の兵を隈府城に差し向け、また田中城も安国寺恵瓊や鍋島氏らに攻め込まれた。
一揆の知らせを受けた秀吉は12月、隣接する諸大名に出兵を命じ、肥後鎮圧と国人殲滅を指示した。大軍に囲まれた隈部親永・親安は降伏し処刑された。安国寺恵瓊は和仁親実ら家臣の忠節を称えたが、秀吉は許さず、ことごとく処罰された。さらに天正16年（1588年）には浅野長吉を始めとする配下の将8人と20000人の兵を肥後に送り、残党をしらみつぶしにし、また検地の実施など統治を行わせた。秀吉は一揆勃発の責任を佐々成政に求め、猛将は閏5月14日尼崎で切腹し果てた。

### 残党の鎮圧
佐々成政切腹の翌日、秀吉は肥後を二分し、加藤清正と小西行長に与えた。清正は隈本城に拠り、肥後北部19万5千石の領内に森本一久らを配置し、与力に参じた国人、佐々の旧臣、領内や遠国の浪人などを召抱えた。一方の行長は宇土城を拠点に、肥後南部と天草14万5千石を領有し直臣を要地に置いた。人吉の相良氏は秀吉進攻時に島津氏に付いたが、家臣深水宗方の懸命な交渉が功を奏し、八代や葦北を失いこそしたが、人吉の本領は安堵されていた。しかし一揆の際、秀吉の命を受けて一揆鎮圧に出陣した島津義弘、伊集院忠棟の軍勢を佐敷で足止めするという失態を犯す。これは佐々成政が、島津軍が自身を討伐する為に出陣したものと勘違いし、その足止めを相良家に依頼した事による行為であった。忠棟は石田三成、細川藤孝に対し「相良の軍勢差し止めは一揆行動である為、相良頼房が大坂に上がった際には糾弾すべきである」と訴えている。三成、藤孝も相良家の行為を逆心と捕え、義弘上洛の折りにはその際の事情を秀吉の耳に入れる心算であると述べている。秀吉も当然ながらこれに激怒したが、深水宗方が大坂へ出向き陳謝した事で許され、相良は領地を安堵された。
国人一揆の際佐々方に加わった 天草五人衆は、天正17年（1589年）に小西行長が命じた宇土城普請への資本供出に反乱を起こした。最初に志岐鎮経が異議を唱えて立ち上がり、天草種元・上津浦種直・大矢野種基・栖本親高も同調して一揆を起こした。行長は3000人の兵を差し向けたが、連合した天草五人衆は5600の兵を揃え袋浦（富岡）でこれを迎え撃破した。行長は、加藤清正や肥前の有馬・大村氏からの応援を受け包囲網を形成し攻めに転じた。この戦いで清正は最も活躍し、行長は同じキリシタンの情が働き裏で投降を勧めた。しかし一揆方は本渡城に篭って徹底抗戦の態度を崩さず、多くが戦死した。志岐鎮経は薩摩に逃れ、他の四氏は最終的に降伏し、行長の家臣団に組み込まれた。
秀吉の命により清正・行長・相良氏ら九州の各大名が朝鮮へ出兵した隙を突き、天正20年（1592年）島津の家臣梅北国兼と田尻但馬らはいわゆる梅北一揆を起こした。彼らは肥後の佐敷城（芦北町）に篭って周辺にも決起を促し、さらに八代にも兵を差し向けた。だが、土地の有力者たちは容易には同調せず、相良氏ら鎮圧方の優勢をみきわめて反一揆側に加わり、梅北らは破れた。名護屋で一揆の報に触れた秀吉は、浅野長政・幸長を派遣し、一揆鎮圧と地方の諸城監視を強化させた。さらに一揆終結後には、島津歳久や阿蘇惟光が背後で糸を引いたとして断罪し、大名勢力の強化と潜在的な反乱分子押さえ込みという果実を一挙に手中にした。

## 幕藩体制の成立

本妙寺浄池廟の加藤清正像

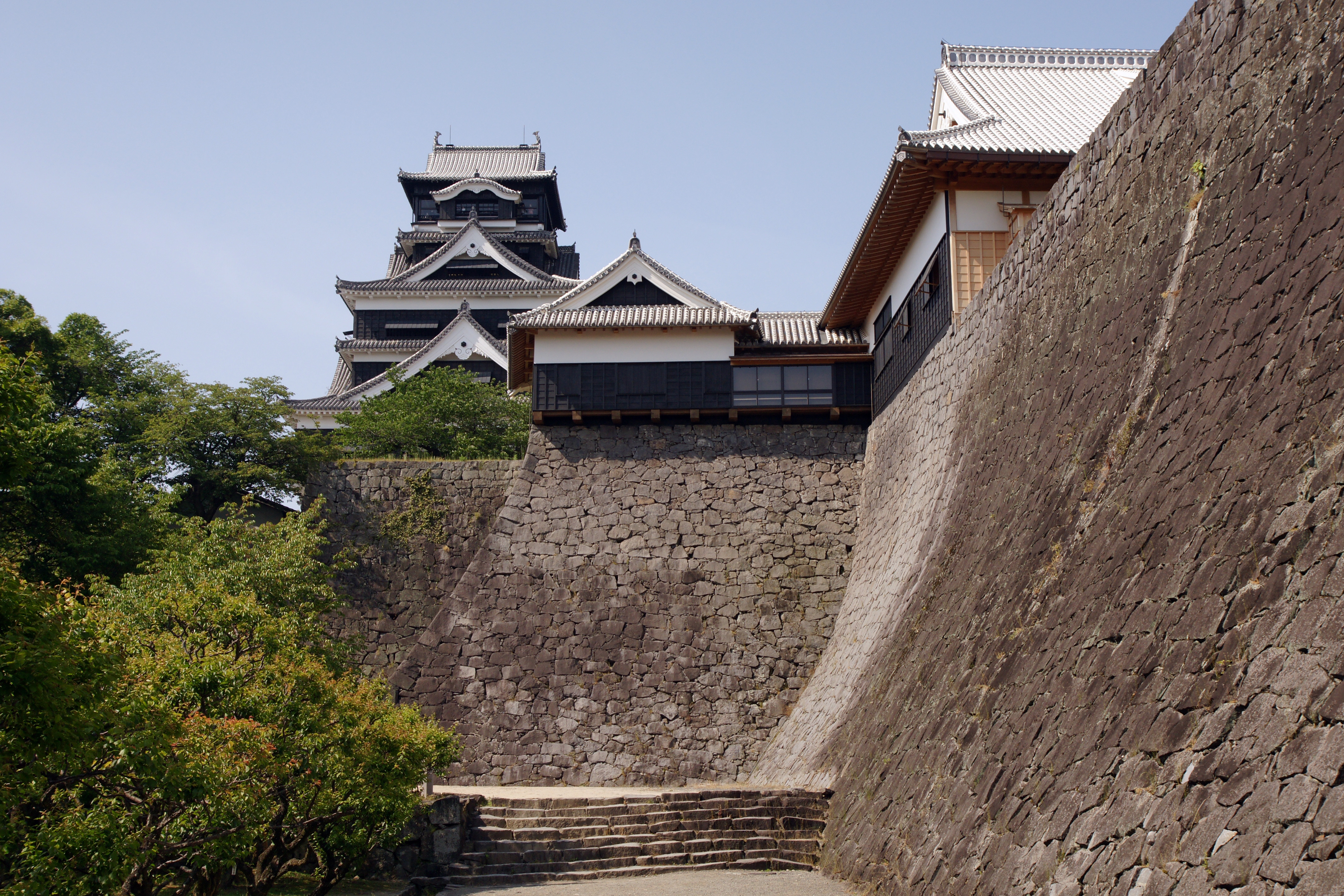
熊本城

### 加藤清正とその子孫
慶長5年（1600年）9月、全国を二分する天下分け目の戦いは、九州の大名も東西に分けた。徳川方（東軍）には加藤清正のほか黒田（中津）・鍋島（肥前）・細川（小倉）らが、石田方（西軍）には小西行長のほか島津・大友・立花（柳川）がついた。相良氏は当初西軍に属したが、岐阜城の戦い以後東軍に鞍替えした。肥後では有馬・大村氏の支援を受けた清正が、島津氏らに応援された宇土隼人（小西行景）が守る宇土城を攻めた。攻防戦は長引き10月まで続いたが、石田方敗北と小西行長処刑の知らせがもたらされ、隼人は開城して自決した。
戦後の論功行賞で、加藤清正は人吉・天草を除く肥後一国を与えられ、熊本藩が成立した。その石高は、以前からの19万5千石と小西氏旧領14万5千石の他に、豊後の一部や旧豊臣家の直轄領が加わり、54万石となった。一気に大大名の仲間入りを果たした清正は家臣団の拡張を迫られ、小西・立花の旧家臣らを召抱え対応した。そして、慶長年間には修復を重ねて 用いていた隈本城を含む茶臼山一帯に、大規模な近代城を築く工事に着手し、土木治水の才が遺憾無く降り注がれた熊本城が慶長12年（1607年）に完成を見た。この際、清正は旧来の「隈本」を「熊本」に改めているが、これは「隈」の字が「阜（おか）に畏（おそ）れる」とも読めるため大名の居城としてふさわしくないと考えたことによるとも言われる。この築城の様子を詠った狂歌「熊本に 石引きまはす茶臼山 敵にかとうの城の主かな」が流行し、清正は喜んだとも言う。
治水事業やそのカリスマ性から領民からも慕われ、南蛮貿易にも熱心だった加藤清正は慶長16年（1611年）、二条城で徳川家康・豊臣秀頼会見に同席した後、肥後への帰路にあった船上で死去した。嫡男・忠広は当時10歳であった。江戸幕府は藤堂高虎を監国として肥後に派遣し、藩政は5家老を定めて合議制とした。翌年には忠広の相続が認められたが、この時にも幕府は水俣・宇土・矢部の三城破却を指示し、また5家老の異動を命じた。この命令では筆頭家老の加藤美作が格下げ、加藤右馬允が筆頭兼八代城代に就き、ここに因縁が生まれた。元和4年（1618年）、加藤右馬允派（馬方）は、加藤美作一派（牛方）を謀反の恐れありと訴え、美作らはただちに反論を上奏した。これは将軍・徳川秀忠の裁量事項となり、大坂夏の陣で牛方が豊臣方に内通した疑いや、徳川方に関するあらぬ噂を流布させたと断罪され、美作一派はことごとく刑に処された。この背景には、急激に家臣団を膨張させた清正が亡くなり、元々多方面からの寄せ集まりだった集団の結束にほころびが生じた結果だともされる。この事件は「牛方馬方騒動」と呼ばれる。
幼少ゆえ牛方馬方騒動の処罰が及ばなかった加藤忠広は、しかし将軍家の跡目争いに巻き込まれる。寛永9年（1632年）徳川秀忠死去の際、忠長を奉った家光暗殺計画の怪文書が江戸表各大名家に届いた。江戸にあった忠広嫡子・光広はこれを幕府に届けず、元から忠長と親しい間柄にあった加藤氏は処罰の対象となった。肥後国は没収され忠広は改易、光広は配流に処された。肥後へは細川氏が転封された。

### 天草顛末
旧小西領のうち天草は熊本藩に含まれず、 寺沢広高の肥前唐津領飛び地とされた。これには、一度は熊本藩領とされたが、熱心な法華信者だった加藤清正がキリシタンが根付く当地を嫌い、豊後鶴崎との交換を申し出て慶長8年（1603年）に認められたとも言われる が、後の研究で少なくとも慶長6年の段階で熊本藩領には天草が無く鶴崎がある事、肥前唐津藩の天草支配を示す証拠が見つかっていることから、疑問も呈されている。
天正15年（1587年）発布されたバテレン追放令以降も、小西行長配下となった天草衆によるキリスト教保護は続き、天草諸島はキリシタンの本拠地となってゆく。大友氏の衰退に伴い、豊後にあったノビシャド（修練院）やコレジオ（大神学校）が天草に移り、河内浦にノビシャド・天草コレジオが建てられ、イエズス会の司祭や修道士たちが滞在して布教に当たる傍ら、活版印刷機を導入し『イソップ物語』や『平家物語』また辞典などの出版活動も行われた。文禄元年（1592年）には天草4箇所にレジデンシア（司祭館）が、慶長4年（1599年）には長崎から移されてセミナリヨ（小神学校）が志岐に、そして翌年には天主堂が7箇所に建設された。天草諸島住民の過半はキリスト教に帰依していた。
一度は洗礼を受けイエズス会に協力的だった寺沢広高だが、慶長9年（1604年）に転じて弾圧側に廻った。この態度は、純粋な宗教的動機ではなく政治的な思惑によるとされる。慶長18年（1613年）幕府が宣教師追放令を出すと、寺沢氏は宣教師を外国に追放し、レジデンシアの取り壊しに乗り出した。キリシタンの指導者たちは転宗するまで拷問を受け、一般の信者たちも代官から改宗を迫られた。その一方で寺沢氏は天草に対し強圧的な支配を下していた。肥前唐津藩による検地の結果、天草の石高は米の取れ高で3万7千石（この他、商品作物や漁業・塩業など5千石があり、天草総石高は4万2千石）とされたが、これは実力が伴わない過大なものであり、背景には寺沢氏が自藩を大きく見せかけたい見栄によるものと考えられる。しかし領民にはあくまで石高相当の租税が課され、ほぼ同じ状況下にあった島原領民ともども搾取に苦しめられた。
島原の乱は寛永14年（1637年）10月、島原の代官家襲撃に始まるが、ほぼ同じ時期に大矢野でも農民が立ち上がった。彼らは、小西行長の旧臣・益田好次の子天草四郎を「ママコス上人（マルコス・フェレイラ神父）が預言した天童」と奉じて蜂起した。連絡を受けた唐津藩は1500の軍を送ったが一揆方はこれを破り、本渡に進んだ。さらに天草支配の本拠・富岡城を取り囲んだ。しかしなかなか落とせず、やがて熊本藩からの討伐軍が来るという噂が流れたため、一行は島原に渡った。その後、篭った原城址で九州諸藩軍の総攻撃に曝され、ただ一人の内通者を除きすべて討死した。四郎時貞を討ち取ったのは熊本藩の陳佐左衛門だった。
乱の後、島原の松倉氏は改易、天草は寺沢氏から備中国成羽藩の山崎家治領地に鞍替えされた。この際、成和藩による調査では米の石高38,732石のうち6,732石が失われ3,302石が荒らされたとある。家治は富岡城修築などに乗り出したが、寛永18年（1641年）讃岐国丸亀藩に転封となった。以後天草は天領となり、代官鈴木重成が着任した。

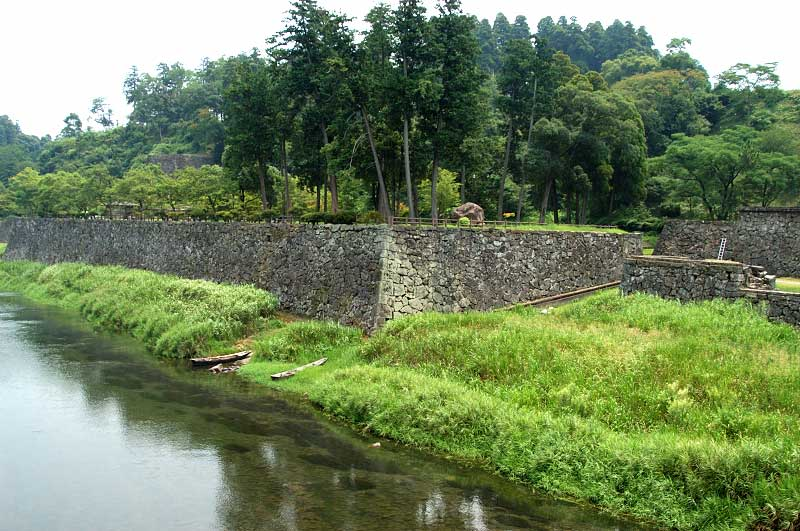
人吉城の石垣

### 人吉藩の成立
秀吉の九州統一の際に相良家存続に奔走した深水宗方は、自身の後継の奉行としての犬童頼安の嫡子である犬童頼兄を指名したが一族の反対に遭い、頼兄と甥である深水頼蔵の二人を後継とした。当主の相良頼房も朝鮮出兵の際に深水頼蔵を軍師（あるいは参謀）、犬童頼兄をその補佐としたが、両者は大変不仲であり、その影響もあってか朝鮮出兵の留守を狙い深水一族は騒動を起こしたり、加藤清正を頼り佐敷に逃散するなどしたがことごとく失敗し、頼蔵は清正に就き従い蔚山の戦いで死去、頼兄は相良家に於ける地位を高めていった。威風を確たるものにした犬童頼兄は関ヶ原の戦いでも徳川方との密通で活躍し、相良家安泰に貢献したが、後に専横のふるまいが目立つようになった。頼房は遺言に頼兄征伐を残し、継いだ頼寛は断罪を幕府に申し出た。寛永17年（1640年）頼兄らは江戸に呼び出され、稲葉正利預かりとされる。人吉に残った一族は屋敷に立て篭もり反抗したが、これも鎮圧された。頼兄は最終的に津軽へ流刑となり、その地で没した。
人吉藩相良家は、江戸時代の諸藩の中では島津氏とともに最古から続く家系となった。石高は2万2千石とされた。近世人吉城建築は文禄年間から始まっていたが、本格的には慶長12年（1607年）からとされる。人吉藩では兵農分離は行われず、各村には郷侍が居住していた。

### 細川家の入部
寛永9年（1632年）、肥後国に細川忠利が入った。一行は先頭に加藤清正の零牌を掲げ、熊本城に入場すると先ず清正公廟に遥拝したという。隠居していた先代・忠興は八代城に入った。
戦国時代、主君の死に臨み家臣が追い腹を切る風習があり、これは江戸時代初頭まで続いた。細川家では寛永18年（1641年）3月に藩主細川忠利が、正保2年（1645年）閏5月には弟・立孝、同年12月には前藩主・忠興が、慶安2年（1649年）には藩主光尚が没した。このそれぞれの際、何人もの殉死者が現れた。この時の出来事を元に森鷗外は『阿部一族』『興津弥五右衛門の遺書』を著した。この作中、殉死した阿部弥一右衛門子孫の悲劇を物語っているが、現在ではこれは史実に則していないとされる。
一方、細川光尚が没した際、嫡子・細川綱利はまだ6歳であり、後継問題が生じた。幕府は熊本藩に薩摩の抑えを役割づけていたため、幼少藩主では心許ないと考え、国替もしくは宇土の細川行孝と熊本藩を二分する案も提示された。しかし、家臣が過去の功労を挙げ、また光尚の忠節溢れた遺言が好を奏し、細川家は分裂の危機を逃れた。綱利は成長後の寛文6年（1666年）、弟・利重を分家させて肥後新田藩（江戸鉄砲洲に屋敷を持ったが、後に肥後高瀬に移したことから高瀬藩とも称する）を創設し、支藩としての役割を持たせた。

## 江戸時代の熊本

### 手永制
熊本藩は寛永12年（1635年）、領内全域に「手永」（てなが）という地方行政区域を設定し、それぞれを管轄する惣庄屋を置いた。この手永とは郡と村の中間に当たる区分で、細川氏が豊前小倉藩時代から行っていた制度を適用したものである。惣庄屋には多く大庄屋や旧菊池・阿蘇氏家臣などが任命され、それぞれの手永には会所と呼ばれる役所が置かれた。そこで惣庄屋は年貢の請負や民政の運営に当たった。
当初手永は領内に100箇所以上設定されたが、統廃合を繰り返して承応2年（1653年）には59へ、そして後には51まで減らされ固定化した。江戸時代中期になると手永は地方行政の基本単位としての性格を強め、郡単位であった代官を手永単位に置き換え、さらには代官を惣庄屋の兼任職とするなどの改訂が行われた。また、世襲制だった惣庄屋もやがて任命制へと変わり、転勤なども実施されるようになり官僚的性質を帯びた。

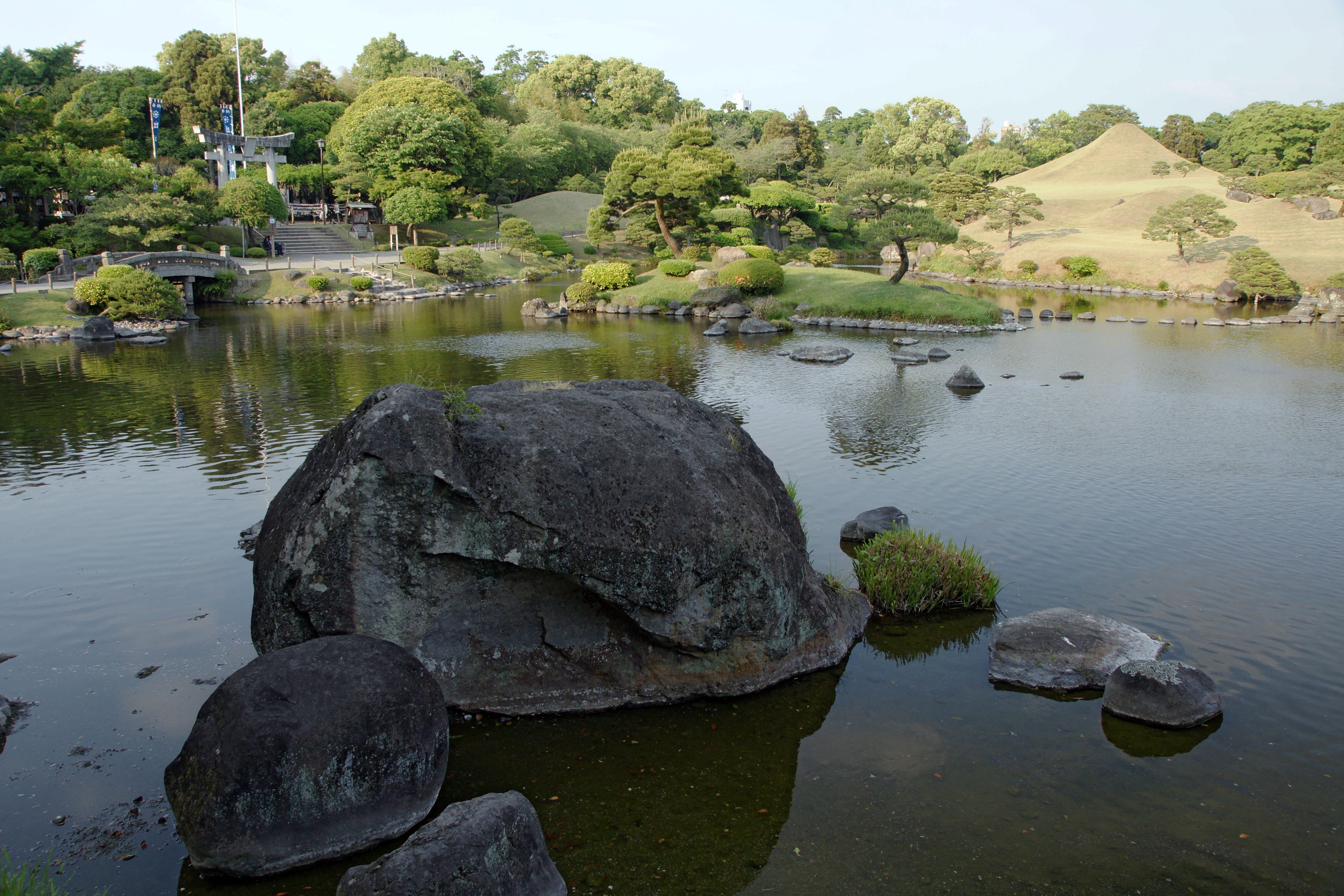
水前寺成趣園。一般には「水前寺公園」の名で知られる。

### 各地の模様
熊本城下町は、清正の時代に基本構成が出来上がった。築城に先立ち、白川と合流していた井芹川を分離し有明海に注ぐように付け替えた。また、坪井川も白川とから井芹川へ流れ込む様に変え、それぞれが熊本城の堀として機能するようにした。城の周辺には武家屋敷を置いたが、普請のために古町・新町や坪井、そして京町の一部に町人街が形成された。長六橋は、この頃初めて造られた城下で唯一白川に架かる橋であった。細川氏入部後も町は発展し、整備が続いた。寛永13年（1634年）には細川忠利によって水前寺が建立され、これは木山方向への街道に沿った茶屋として発達し、細川綱利時代には桃山文化風の回遊式庭園・成趣園が完成した。享和3年（1803年）には成趣園横に藩営の製蝋所が建設され、この蝋運搬には加勢川から江津湖を経て川尻まで水運された。
中世の阿蘇は、神亀3年（726年）縁起とされる西巌殿寺を中心に僧侶修行や山伏修験の地でもあった。しかし戦国時代に衰退し、秀吉の九州統一の際に焼き払われた。これは清正の時代に、黒川村（現：阿蘇市黒川町）に再興された。江戸時代には大峰修行の傍ら「阿蘇講」と呼ばれる観光案内も行われた。宝暦年間（1751年 - 1763年）頃からは温泉地としても知られるようになり、文化・文政期（1804年 - 1829年）には杖立温泉に「湯亭」という温泉業者が現れ、造り酒屋なども建てられた。
保元2年（1157年）に宇野親春が発見したという説が残る山鹿温泉は、既に『和名類聚抄』に山鹿郡温泉郷として記述されている。肥後国人一揆の舞台ともなった山鹿は、江戸時代には豊前街道の宿場町として、また温泉町として発達した。細川忠利は寛永17年（1640年）に山鹿御茶屋を設け、ここに尾家義辰と宮本武蔵を招いている。古い由緒があるという当地の民芸品山鹿灯籠は、和紙生産の好地であった当時の山鹿を背景に発達し、寛永9年（1632年）将軍に献上された。また、山鹿灯籠まつりも江戸時代に盛んになったとされる。
小西氏改易の後宇土城は廃城となったが、細川氏時代には宇土支藩が置かれ、細川行孝が初代藩主となった。ただし城は建設されず、陣屋を拠点とした。彼は、轟水源の湧水を陣屋まで引き込む轟泉水道を建設しているが、この費用は祖父・細川忠興の茶入れや掛け軸などを本藩に売却して得た。
八代城（松江城）は一国一城令の例外として残された。これは薩摩の抑え、そして外国船来航に備えるためとされる。細川氏は正保3年（1646年）、家老職の松井家を城代として入れた。この細川氏入部に従って上野焼のいくつかの窯元も肥後へ移った。このうち、忠興とともに八代入った上野喜蔵一族は奈良木で窯を開き、万治元年（1658年）には平山に場所を移した。これは八代焼、または在所の高田手永から取って高田焼と呼ばれた。李氏朝鮮の粉青沙器の流れを組む象嵌陶器を製作し、藩の御用窯として保護を受けた。また、八代の特産物としては高田蜜柑が以前から知られており、天正2年（1574年）紀州有田の伊藤孫右衛門が八代から苗木を持ち帰り蜜柑栽培を導入したという説もある。高田蜜柑は九州遠征時の秀吉への、加藤氏時代から幕府への献上品にされた。
人吉の城下町は、青井阿蘇神社の門前町が中心だったが、近世人吉城が建設されてから市域が東側へ拡大して形成された。これは慶長12年（1607年）から寛永16年（1639年）頃に出来上がったものとされる。人吉藩では「小成物」と呼ばれる特徴的な納税制度があり、米以外に綿・茶・漆・楮、または薪や木材・果物など多様な品物が納められた。特に五木地方の茶と木材は質の高さで知られた。これらは商品性が高く藩外へ供給されたが、その商取引や運輸を扱う川船問屋など商人が発達したのも人吉の特徴であった。

代官・鈴木重成は天草の郡村行政体制を整備し、復興のために近隣藩からの協力を得て移農を進めた。しかし、寺沢氏が一度幕府に届け出た4万2千石という数字に付きまとう徴税は如何ともしがたく、重成は繰り返し幕閣に表高の半減を働きかけた。だが先例主義の幕府はなかなか承諾せず、ついに重成は江戸に出府して願書を提出し、自刃した。この重成の死は幕府を動かし、万治2年（1659年）の再検地によって天草の石高は2万1千石に改められた。石高の減少は間違いないが、自刃については、病死説もある。
その後寛文4年（1664年）、天草は三河国の戸田忠昌の所領とされたが、6年後に移封される際忠昌は民衆の労苦を思い、天草を天領とすべしとの建議を提出し認められた。戸田氏は富岡城の本丸・二の丸を破却し、これは「戸田の破城」と呼ばれる。
平地が少ない天草地方は、干拓で得たわずかな田畑のほかにサツマイモが食生活を支える重要な農産物であった。天草では「カライモ」「カンチョ」「カンボ」などと呼ばれるサツマイモは、記録上では『天草年表事録』の享保10年（1725年）にある記述が初出だが、これは江戸・小石川に導入された時期よりも古い。また海産物も重要な食材であった。下島最南端の牛深で盛んなイワシ漁は天正11年（1583年）に紀伊国から移り住んだ岩崎六兵衛が伝えたと言われる。イワシは食用のほか、カツオ漁の餌や干鰯として商品化され、地域の経済を支えた。

### 治水・灌漑
肥後54万石という石高は、天正16年（1588年）に行われた太閤検地で明らかになった数字である。入部した加藤清正は領内の治水や新田開発を積極的に進め、各河川の改修や井手（用水路）・堰の建設などを行った。白川流域の瀬田上井手・馬場楠井手、緑川の鵜の瀬堰、球磨川下流の遙拝堰 などが清正治水の例に挙げられる。これらによって慶長13年（1608年）の検地では、肥後石高は75万石にまで上がった。このような大規模な開発は国人割拠の時代には不可能であり、恩恵を受ける民衆は過去を顧みることはなくなり、清正人気をさらに高めた。細川氏時代になっても有明海干拓などによる新田開発は続いた。

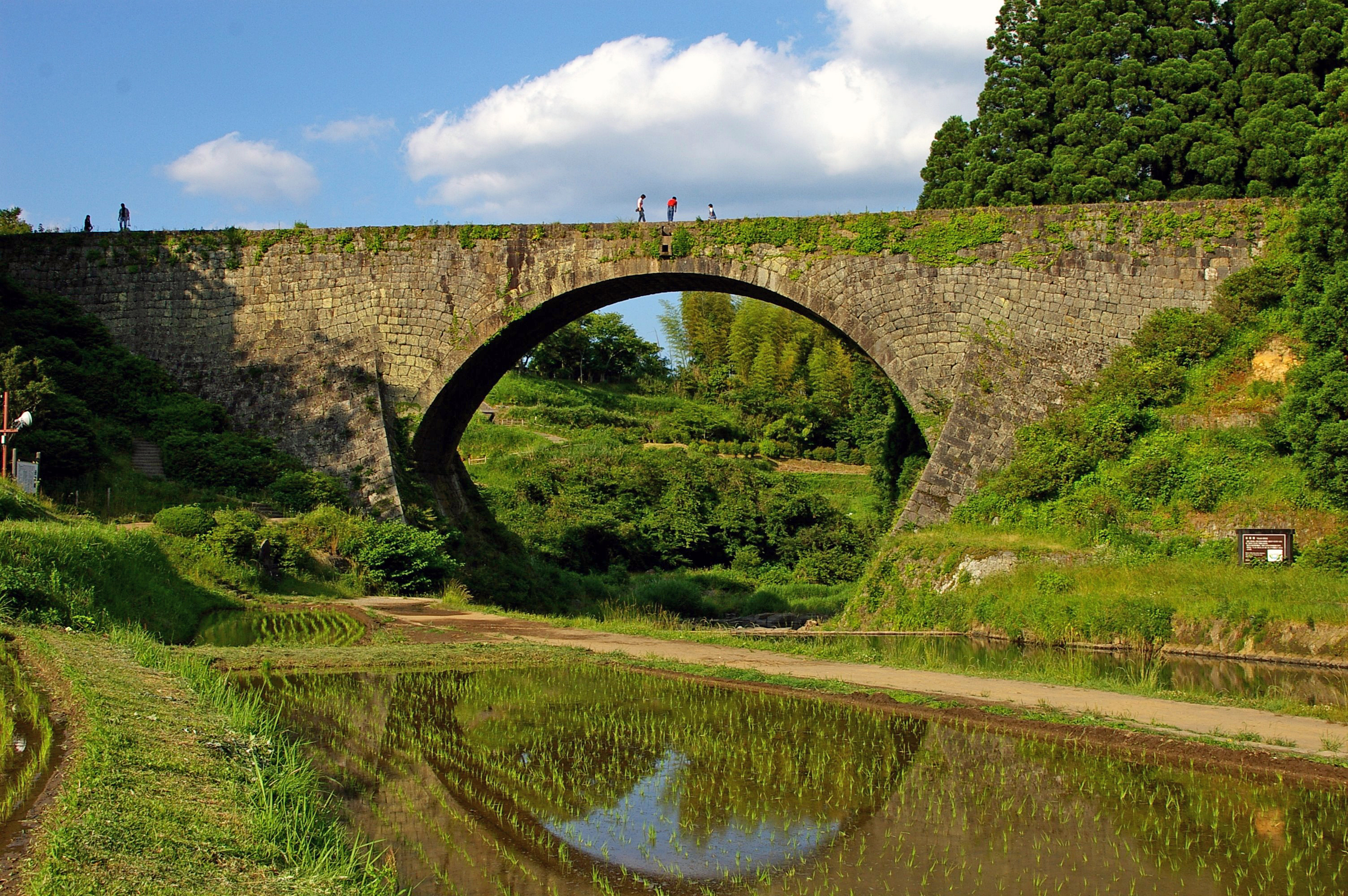
通潤橋

江戸時代後期、農村の疲弊が問題になると惣庄屋層が救済を目的に行う灌漑工事が増えた。その代表例になる通潤橋は、矢部手永の惣庄屋・布田保之助が立案計画し、種山石工らが架橋して完成を見た。この橋によって水に乏しい白糸台地40町への通水が可能となった。布田はこの他にも13の石橋を建設、溜池や用水路設置、道路整備などを進めた。この通潤橋建設の手本となった雄亀滝橋は、計画・惣庄屋三隅丈八、施工・岩永三五郎によって架橋された。後、三隅丈八は明治政府に招かれて東京日本橋や皇居の二重橋建設にも関与するなど、肥後の石工技術の高さを示した。
人吉盆地球磨川上流には、支流まで加えると総延長数十kmに及ぶ農業用水路・百太郎溝がある。この建設は16世紀末に始まるとされ、球磨川に設けられた百太郎堰から多良木村までが作られた。以後工事が続けられて支流の原田川まで繋がった水路は流域の田畑を潤した。何を由来に名づけられたか判らない水路は、 多くの百姓が労力をかけて建設されたものである。元禄期からは藩士・高橋政重が主導し、幸野溝が設けられた。これらの灌漑溝は、新たに1万石以上の新田開発を可能にし、また木材の運搬にも用いられた。

### 飢饉と災害
古代から豊かな農産地として知られ、藩による治水灌漑が盛んに行われた肥後も、江戸時代に起こった飢饉の影響を免れることはできなかった。寛永11年（1634年）の凶作、翌年の大風雨がもたらした田畑や家屋への被害に始まった寛永の大飢饉は高齢者や病人など弱者を中心に多くの餓死者を生んだ。これは、島原・天草の乱を引き起こした一因ともされる。寛永18年（1641年）は最悪な状況となり、害虫の発生による田畑への被害は種籾の確保にも支障をきたす程で、幕府や藩は対応に追われた。
享保の大飢饉では、既に享保14年（1729年）頃から旱魃や大風などによる収穫減は始まっており、また厄介な螟虫が発生し充分な駆除が出来ないままに享保17年の長雨と冷夏を迎えてしまった。収穫は平年の11%程にしかならず、御救米の拠出などの支出が重なり、熊本藩の財政は悪化した。そのため藩札発行許可を幕府から得たが、現銀の準備が無いままに発行された銀札は信用に劣り、割引率の高さや取り付け騒動などが起こり、早々に停止された。
細川宗孝の時代、寛保二年江戸洪水があり、西国大名の手伝い普請のために、藩の財政は悪化した。
享保年間以降、肥後は断続的な飢饉に見舞われ続けた。天明の大飢饉の頃には村々の囲米が底をつき、農村から都市部へ出て乞食をして食いつなごうとする者も多かった。天明3年（1783年）に肥後を旅行した古川小松軒は、棄農者が熊本へ向かう道中で餓死した様などを伝え、耳にしていた熊本藩の仁政も虚像だったのだと記録した。この時期、幕府は浅間山噴火の被害を受けた信濃川などの修復普請を熊本藩に命じており、自藩の状況に関わらず出費を強いられていた。
寛永3年（1791年）4月朔日、2度の大地震によって島原・眉山が崩落、大量の土石流が海に注いで津波を起こし、有明海沿岸に大きな被害をもたらした。熊本藩では死者5520人、家屋流出2252棟、田畑約2252町が損害を受けた。天草天領では死者343人、田畑の損害は約65町に上った。

### 百姓一揆
熊本藩は一揆が少なく、それは強固な地方支配の傍証とまでされていた。しかし近年、実際には約90件の一揆が領内で勃発し、人吉や天草を含む近世の肥後国では100件を越えていたことが明らかになっている。これは、西日本では伊予国と並んで最頻の部類に当たる。熊本藩で起こった一揆の特徴は、先ず規模の小ささがあり、300人以下の一揆が多かった。またその理由についても、租税など賦役の減免を求めるものと並び、藩札の信用不安に基づく都市騒動、庄屋や村役人の罷免要求も多かった。ただし惣庄屋排斥を掲げた一揆の記録は無く、逆に寛政元年（1789年）には惣庄屋転出に反対し矢部の農民が熊本城に押しかけるという例もあった。延喜4年（1747年）には7000〜8000人が参加した熊本藩最大の一揆が葦北郡で起きているが、これも堤防工事で尽力し 農民に理解を示していた郡代・稲津弥右衛門の罷免取り消しを求めた強訴だった。
寛政年間の頃には、凶作や御普請御手伝などの原因から人吉藩は財政が貧窮していた。武士の家禄返上など倹約策が続く中、文政4年（1821年）家老職に就いた田代政典による改革を断行し、殖産興業策として苧・楮・椎茸などの栽培と座による専売を実施した。この計画のため椎茸を栽培する山への立ち入りが禁じられ、折からの凶作による飢えを山菜などで凌いでいた農民の反発を買った。天保12年（1841年）2月2日に始まった一揆は椎茸山を打ち壊し、9日には総勢15000人の一揆方が町中で特権階級業者の屋敷などを襲った。これは「茸山騒動」と呼ばれる。一揆側には門葉（相良一族、小衆議派と呼ばれる）の相良左仲頼直がつき、農民の要求を藩に受け入れさせることで一揆は収束した。田代政典は自ら自害に及び、相良左仲は一揆先導の嫌疑にて切腹の命に服した。
天領天草では、銀主（ぎんし）と呼ばれる有力者による実効支配が進んだ。商工業や貸金などで蓄財し、田地の買占めを行った銀主は農民の小作・貧農家を促進した。現在の五和町にあった石本家は薩摩の調所広郷と協力して琉球貿易を行ったり、幕府への貢納が評価され帯刀を許されるなどの権勢を誇った。飢饉や大庄屋の不正（明和8年（1771年）の「出米騒動」など）によって鬱積した農民の不満はやがて銀主に向けられ、打ちこわしや松平定信への農民駕籠訴などが生じた。これらを受け、寛政5年（1793年）と8年（1796年）には「天草郡百姓相続方仕法」（あまくさぐんひゃくしょうあいつづけかたしほう）が発令された。特に後者は「天下無双の徳政」とまで言われた、農民側に立った画期的政策だった。だが、文政9年（1826年）に仕法運用期間が切れ3年後に大凶作が襲うと、銀主と仕法復活を望む農民の間で対立が激化し、天保14年（1843年）と弘化2年（1845年）には大一揆が勃発した。天保大一揆では25000人、弘化大一揆では最大15000人が加わった。弘化年間の一揆では幕府は強硬策に出て、長崎代官や島原藩からの出兵により鎮圧。146人の逮捕と首謀者の獄門で対処した。農民に対しては、不充分ながら施行された仕法が幕末まで断続的に行われ、多少なりとも不満を慰撫した。

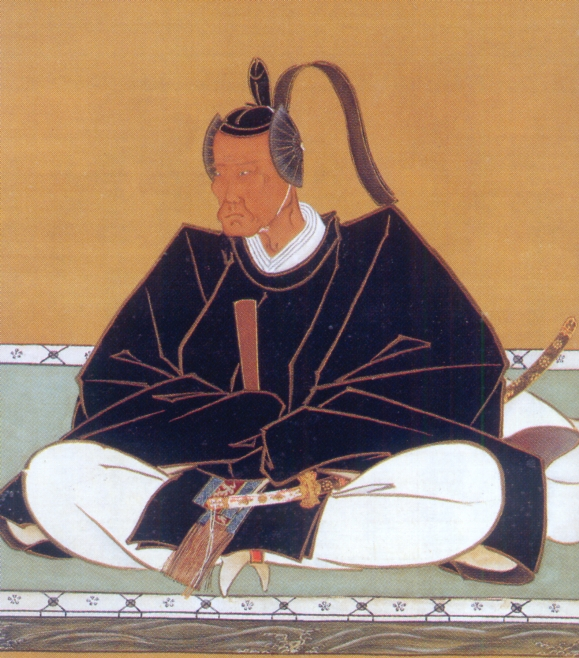
「肥後の鳳凰」細川重賢

### 宝暦の改革
江戸中期の熊本藩財政は厳しい状態にあった。その頃に当たる延喜4年（1747年）、第5代藩主細川宗孝が江戸表で遠江国相良藩の旗本・板倉勝該に殺傷された。人違いの末の事件だったが、宗孝には子が無かったため弟の細川重賢が跡目を継いだ。重賢は長い江戸藩邸での部屋住み時代に、学問に打ち込むかたわら、自藩の貧窮状態を実感していた。彼は肥後入国以後次々と宝暦の改革と呼ばれる政策を打ち出して藩の建て直しを行い、熊本藩中興の祖と、また「肥後の鳳凰」と賞賛された。重賢は入国とほぼ同時に「申聞置条々」を示し、まず綱紀粛正を打ち出した。次いで、財政再建や行政・刑法改革、殖産興業や藩校時習館創立など、また検地を実施し領内年貢課の不公平を是正するなど、次々と手を打った。この一連の改革において重賢の右腕となったのは、御用人から抜擢を受けて大奉行となった堀勝名であった。
宝暦の改革の中で特筆すべき一つは、日本最初の刑法典とされる『刑法叢書』の編纂がある。従来の追放刑を廃止して鞭打ち・懲役刑を追加し、受刑者には藩の公的作業を通して技能習得をさせるなど生活支援も行った。殖産興業ではハゼノキや八代の干拓地で栽培されたイグサの育成、藩直営で行われた木蝋製造がある。養蚕も奨励されたが、その結実は寛政期以降になってもたらされた。
宝暦4年（1754年）（宝暦5年-1755年ともされる）重賢によって設立された藩校時習館（総教は長岡忠英）は、藩政刷新を担う藩士育成にあった。寛文年間（1661年 – 1673年）熊本で最も盛んな学問は陽明学だったが、幕府の方針に倣い朱子学中心へと移行していた。4代藩主細川宣紀は昌平黌出身の秋山玉山を重宝し、玉山は宗孝にも仕え、そのまま重賢の時習館で初代教授職に就任した。ここは、藩士のみならず、足軽や陪臣、果ては庶民の子弟でも承認を受ければ入館できた。ここには武芸所も併設され、生徒は文部両道の教育を受けた。
時習館とほぼ同じ宝暦6年（1756年）、すでに私塾を持ち、重賢を治療した医師・村井見朴は細川重賢の命で医学校である再春館 (学校)を宮寺村（現・二本木）に創設した。これは薬園・蕃滋園 を持ち、医学とともに薬学も研究された。ここでは殖産興業の一環として朝鮮人参の栽培研究も行われた。

### きりしたん崩れと流人たち
文化2年（1805年）、天草で大量の隠れキリシタンが発覚する事件（天草崩れ）が起きた。その2年前、今富村（現：河浦町）で牛が殺される事件があったが、これは祝日に牛を神に捧げるキリシタンの行為ではとみなされ、極秘に調査が行われていた。この探索には国照寺住職の大成と今富村庄屋の上田友三郎が当たっていた。その結果、4つの村に総勢5200人の信者がいることが判明した。この処遇について報告を受けた幕府は、稀に見る寛大な措置を取った。既に取り調べの段階で転宗を説得し、キリスト像の破却や踏絵または改宗を誓う文書の提出などが行われていたこともあって、最終的には「先祖伝来の風習を盲目的に受け継いでいた」だけとして誰一人処罰されなかった。
この決定の背後には、友三郎の兄・上田宜珍の存在が影響したとされる。天草行政を委託されていた島原藩松平家は天領で伴天連騒動が起きることを恐れ、以前から宜珍ら庄屋層と接触を持っていた。「天草崩れ」発覚において信者説得に宜珍らは奔走し、事を穏便に済ませた。宜珍は天草民衆の貧窮解消にも心を砕き、質が高い地元産の天草石に眼をつけて陶器製造の検討にも乗り出した。かさむ物流費から陶器製造は頓挫したが、天草石そのものを砥石として販売する道筋を立てた。宜珍はまた、天草の歴史を伝える『天草嶋鏡』著述や、地図編纂のために訪れた伊能忠敬から測量術を学ぶなどの事歴を残した。
江戸時代を通じて、天草は流罪の刑地でもあった。江戸や京・大坂などから遠島処分にあった罪人たちは、各村々に割り当てられた。彼らと村人の間ではトラブルも多く生じ、天草の住人や村役人たちは何度も流刑地免除願いを幕府に提出したが、認められることは無かった。その一方で、天保3年（1832年）に讒言で罪を得た知恩院門主の大僧都・定舜上人（残夢道人）は当地で学問を授けるなど、その高い徳から尊敬を集めた。上人は明治政府の特赦を得たが、天草へ止まり、1875年（明治8年）に生涯を終えた。

## 幕末の熊本

### 実学党と勤皇党
文化6年（1809年）に生まれた横井小楠は秀才の誉れ高く、時習館寮長を経て江戸遊学を許された。その地で藤田東湖などとの交流を持ち、水戸学の影響を大いに受けた。酒の失敗で帰国し謹慎中、彼は勉学を通して訓詁学的朱子学を教える時習館を否定する側に回り、李滉学派の儒者・大塚退野の影響を色濃く受け、道理の実践を重視する思想を身につけた。これには家老の長岡是容らが賛同し、共に学びながら、やがて政治改革を思考する「実学党」結成へと発展していった。
幅広い支持を受ける実学党は、奢侈排除や農村復興、特権商人排斥などを掲げる「時務策」を示して藩政に意見した。これには主流派であり時習館教義を採る保守傾向を持った「学校党」の反発を生み、両者は長く対立することになる。弘化年間に交流があった江戸の徳川斉昭らが蟄居の処分を受けると実学党も影響を被り、長岡是容は家老職を罷免されるなど発言力を急速に失った。その後、安政年間に実学党は、是容を中心とした「明徳派」（坪井派）と、小楠中心の「新民派」（沼山津派）に分裂する。当の横井小楠は魏源の『海国図誌』に影響され、開国と富国強兵策を奉じるが、熊本藩では理解を得られず、松平春嶽の求めに応じて福井藩へ活躍の場を移した。
また、熊本藩には国学を掲げる「勤皇党」も生まれた。 高本紫溟は本居宣長とも親交があり、時習館の教授職時代には同館に国学教科を加えもした。思想家林桜園は紫溟の弟子・長瀬真幸に学び、熊本城内の千葉城に 私塾「原道館」を創立し、2000人ともいわれる弟子に国学を教えた。

### 丑歳騒動
幕末、人吉藩は新宮行蔵らが教える山鹿流兵法が主流だったが、幕府の講武所で世話役を務めていた松本了一郎が洋式兵制を持ち込み、両者の対立が激化した。文久2年（1862年）、城下の火災で武具類が焼失したことを期に松本らが藩の武装を洋式へ切り替えるよう主張したが、藩主・相良頼基は許可しなかった。慶応元年（1865年）、洋式派が頑なな頼基を廃する計画を立てているとの噂が流れ、藩は山鹿流派に松本らを討たせた。これは丑歳騒動と呼ばれ、洋式派に同情が寄せられた。藩は武装の再整備に一部洋式を取り入れたが、慶応3年には次代の趨勢に乗り洋式兵制へ全面的に切り替えた。この際、人吉藩は指導を薩摩藩から受けたが、その影響によって公武合体から倒幕への傾斜が強まっていった。

### 小倉戦争
元治元年（1864年）8月、幕府は九州各藩に長州への出兵を命じた。佐幕派となった熊本藩もこれに応じ、沼田勘解由率いる一番手2393人が小倉へ向かった。11月には有吉将監の二番手5436人、さらに長岡護美の3785人が続き、徳川慶勝配下に加わった。この際には長州藩の内部分裂もあり、戦闘には至らなかった。
しかし慶応元年（1865年）、長州の実権を倒幕派が握ったことなどから幕府はふたたび長州の討伐を実行に移した。熊本藩はこれに批判的ながら出兵に応じ、前回同様小倉に赴任した。幕府老中・小笠原長行指揮の下戦闘が始まったが、多くの藩や幕府軍までもが傍観を決め込み、小倉藩は苦戦した。熊本藩は唯一救援要請に応え、赤坂方面で長州軍を退けた（赤坂・鳥越の戦い。現在の北九州市立桜丘小学校付近）。しかし大局は長州側に歩があり、将軍・徳川家茂の訃報が伝わると幕府側は敗走した。小倉藩は香春まで退却し、当時6歳の幼君豊千代丸（のちの小笠原忠忱）や家臣の家族たちは熊本藩が保護した。一行の熊本滞在は半年間に及んだ。

### 乗り遅れた肥後
幕末の、改革に向かう胎動は肥後では具体的な形になって顕れることは無かった。明治3年（1870年）、藩所有の軍艦「龍驤」を新政府に献上するにあたり、当時の藩主・細川韶邦は「当藩は、維新への貢献が何もない」と語っている。
これは、地方ゆえに中央の情報から隔絶されていたわけでは決して無い。大塩平八郎の乱の詳細が船津村（現：熊本市）地蔵講帳に記載され、ペリー来航を描いた黒船の絵が小国町役場文書から見つかっている程である。幕府が命じた相州警備では、熊本藩士が現在の横浜市本牧や相模で任に当たっている。このような世情が背景にあったのか、安政5年（1858年）8月上旬に現れた彗星に、肥後の民衆は社会の激変を予感していた。
しかし、熊本藩は諸党が議論を戦わせるばかりで、藩論の一致を見なかった。鳥羽・伏見の戦い直前は佐幕派が主流だったが、徳川慶喜が敗走し追討令が下されると勤皇側の意見が強まった。しかし、大政奉還が成り明治時代に入っても藩内は議論ばかりで行動が伴わず、細川護久は嘆いたという。慶応4年/明治元年（1868年）になってやっと米田虎之助率いる500の兵が出兵して東北戦争に参戦し、維新側恭順の態度を示した。明治2年（1869年）には護久の弟の津軽承昭が婿養子として藩主を務める津軽藩を支援するため、アメリカ合衆国の船ハーマン号を雇い350人の兵を送り出したが、房総半島沖で座礁し200人以上が溺死する事件も起こった（ハーマン号事件）。
明治新政府は人材を各藩にも求め、熊本藩からも細川護久が議定兼刑法事務総督、弟の護美が参与、江戸留守役の津田信弘が刑法事務掛、その他刑法掛に複数の藩士が任命された。これら刑法分野への多さは、宝暦の改革以後運用されていた『刑法叢書』が評価されたためである。一方で横井小楠の召し出しに熊本藩は難色を示したともいう。この情勢の中、藩論も変わらざるをえず、それまで発言力が無きに等しかった勤皇党も存在感を増し、鶴崎に勤皇党の河上彦斎を隊長とした長州の奇兵隊のような性格を持つ軍隊を組織した。

## 熊本の維新

### 護久と実学党政権
小説家の徳冨蘆花は、作品『竹崎順子』の中で登場人物に「肥後の維新は明治3年に来ました」と語らせている。幕末の動乱や凶作に曝される熊本の民衆にとって、「御一新」と呼ぶに相応しい変革は明治3年を待たなければならなかった。
明治2年（1869年）の版籍奉還後、熊本藩も藩政と家政の区別や家臣団の改組などを行ったが、人事的には旧態を引き継ぎ、あまり積極的な改革を施さなかった。この攘夷派を抱え込んだままの熊本藩に新政府は不信感を募り、政府に属する細川護久らは対応を迫られ、知藩事を勤める兄・韶邦へ改革の必要性を説いた。また同時期、実学党も行動を起こし、大久保利通や岩倉具視らとの接触を持って改革の必要性を実感していた。このふたつの動きは示し合わせたものではなかったが、目的が一致した両者は共同歩調を取る。
明治3年3月26日、細川韶邦は病気を理由に隠居を決め、5月8日に護久が藩主の座に就いた。護久は実学党とともに、竹崎律次郎や徳冨一敬が起草した改革に着手した。7月17日、改革綱領に則り上米など雑税を廃止する知事布告が出され、同時に民衆に対して過去の治世を遺憾とする声明を発表した。この、為政者として極めて珍しい反省の弁とともに実行された減税は、当時の農民に課せられる負役の三分の一に匹敵した。また、常備兵や鷹場の廃止も実施され、これらは庶民層から厚い支持を受けた。
また、新たに熊本洋学校と古城医学校（ふるしろいがっこう）を、現在の熊本県立第一高等学校がある場所に 設立した。洋学校はアメリカ退役軍人のリロイ・ランシング・ジェーンズを迎え明治4年（1871年）9月1日に開校した。そこでの授業はすべて英語で、旧制中学校程度の文学や歴史地理、数学、物理化学などをジェーンズひとりが講義した。同校は男女共学の全寮制であり、学校教育にとどまらず近代的な文化や生活様式を熊本に広める意味でも大きく役割を果たした。ただ、これら新設された学校は以前から存在していた時習館や再春館の系譜を継がず、完全に別なものとして創立された。このような形態は以後県政を握った政党によって繰り返されることになる。また、この洋学校はプロテスタント派キリスト教集団である熊本バンド結成の母体ともなった。学校の教師館はコロニア様式で建設された熊本初の洋風建築物であった。古城医学校の教師には長崎からコンスタント・ゲオルグ・ファン・マンスフェルトを3年間契約で連れてきた。緒方正規、浜田玄達らは途中で東京大学に去ったが、北里柴三郎は最後まで残った。

### 逆風
民衆には圧倒的に支持された実学党政権は、しかし改革要領に定めた役人公選制や議院設置は実行できなかった。鶴崎の毛利空桑や河上彦斎が、長州藩で農民一揆と結託し追われた大楽源太郎らを匿い、明治3年には密偵を斬る事件が明らかとなった。彼らは処罰を受け、熊本藩は政府に目をつけられた。細川護久は藩内に依然燻る反抗の気分に嫌気が差し、明治4年（1871年）3月、政府に辞意を示した。廃藩置県を目前にした政府は一旦慰留し、7月の実行を待ってこれを認めた。弟で参事の護美も同調し、辞職の上翌年にはアメリカへ旅立った。
新たに成立した熊本県の政務を実学党は維持するが、思わぬ逆風が彼らを襲うことになった。明治3年末、大分県日田郡で大一揆が勃発した。政府は周辺藩に鎮撫隊を派遣させ熊本も軍を送ったが、当地で意外にも彼らは農民からの歓迎を受けた。一揆は、「肥後支配同様雑税免除」（熊本藩のような減税）を要求したもので、農民にとって熊本軍は悪政に対する解放軍とみなされた。このような減税を求める一揆は鹿児島県を除く熊本周辺の各国で1873年（明治6年）頃まで頻発した。これは新政府にとって好ましからぬ事態であり、熊本県に安岡良亮を派遣して実学党を県政から排除した。
中途に終わった短い期間だったが、熊本の維新は民衆には強く歓迎された。その痕跡を、10基ほど確認されている「知事塔」に見ることができる。現在の産山村や阿蘇市および大分県にも見られるこの石塔は、地域では「チイさん」「チシさん」とも呼ばれ、細川家の九曜紋と「村々小前共江」の文が刻まれている共通点が見られる。これらは明治初期に建立されたものや、もっと時代が下り建てられたものもあるが、いずれもかつてない減税措置に踏み込んだ県政に対して感謝を、またはその後苛烈に廻った政策に苦しみ過去を懐かしむ想いから地域が出資して作られたと考えられている。
熊本洋学校の男女共学制は海老名弾正など一部上級生の反発を招いたが、逆にジェーンズに説得されて賛同側に廻った。女性第一期生の徳富初子と後に海老名の妻となった横井みや子らは、後に熊本女学校（現：熊本フェイス学院高等学校）や東京の女子美術学校（現：女子美術大学）創立にも大きく関係し、女性の社会的活動を広げる役割を担った。しかし、革新的な西洋風そしてキリスト教色が強い学風は危惧の眼で見られた。学内はキリスト教派と反対派に分裂し、大激論が展開された。さらに、子弟のキリスト教帰依を好ましく思わない実学党のメンバーも棄教を迫った。明治9年（1876年）、この状況に見切りをつけたジェーンズは、海老名弾正らキリスト教派生徒35名を京都の同志社へ入学させ、熊本を去った。同年9月、熊本洋学校は閉鎖された。
一方の古城医学校は、私立熊本医学校、熊本医科大学を経て1949年（昭和24年）に熊本大学医学部となった。この医学校からは、北里柴三郎と助手の石神亨、フローレンス・ナイチンゲールに影響を受け産婆看護婦学校設立に寄与した佐伯理一郎 らが育った。

### 自由民権運動の端緒
1873年、新政府内では征韓論争が巻き起こっていた。勤皇党出身の宮崎八郎は上京中に『征韓之儀』を上奏し、また台湾出兵では義勇兵を募るなどの行動を取っていたが、やがて反権力思想を強めた。彼は中江兆民の『民約論』に大きな影響を受けて自由民権運動に身を投じ、1875年（明治8年）に熊本県初の中学校となる植木学校（第五番変則中学校）を設立した。ここではルソーやギゾーまたモンテスキューらの思想を教え、また県内外にオルガナイザーを派遣する拠点ともなった。なお、八郎の弟・宮崎滔天もまた民権運動に携わり、その後アジア革命に関わって亡命中の孫文を支援し、兄弟の生家に招くなどした。
植木学校設立と同じ年、東京で開催された地方官議会では「地方民会の事」が議題となり、同時に行われた区戸長会議は「民会興隆之事」を諮問した。この動きを受け、熊本でも民権運動が盛んになり始めた。これには県政を追われた実学党も加わって、民会開設を求める論説が『熊本新聞』に掲載されるなど、世論を喚起する行動も見られた。この動きを受け、1876年（明治9年）、熊本県は「臨時民会規則」を制定した。これはきわめて進歩的な制度であり、男子戸主すべてに選挙権が与えられ、選出された小区議員が、その互選で大区議員が、そしてさらに互選で県民会の議員が選出されるものだった。同年10月に植木学校は閉鎖されるが、同校に拠った民権運動家たちは結社を設け、運動を継続した。

## 近代日本最後の内戦へ

### 神風連の乱
林桜園に始まった勤皇党の一派に「神風連」（敬神党）があった。彼らは宮崎八郎のように民権運動への転換からも取り残され、不満を和らげるために県内の神社で神主職を任命されるなどしていたが、政府の有司専制や欧化政策を常々苦々しく思っていた。そこに1876年廃刀令が布告され、鬱憤が爆発し反乱を起こした。10月24日、神の信託（宇気比）を授かったとして総帥・太田黒伴雄、副師・加屋霽堅の下約170名が終結して決起し、熊本城敷地内の熊本鎮台を攻め火を放った。彼らは鎮圧され多くが自刃または処罰されたが、この神風連の乱は江藤新平らが起こした佐賀の乱ともども士族反乱を誘発し、また明治六年政変以後薩摩に下っていた西郷隆盛の動向に注目を集める結果ともなった。

### 翔ぶが如く
1877年（明治10年）2月15日、西郷隆盛起つ。熊本の不平士族はこの報に触れて沸き立ち、西郷軍に馳せ参じる者が多発した。池辺吉十郎は時習館出身者を元とする「学校党」の士族を中心に熊本隊を結成、また植木学校系の民権派も協同隊として加わった。その数は合わせて7000名ともされる。
政府そして熊本鎮台は既に西郷反逆を迎え撃つ準備を進めていた。参謀長・谷干城は神風連の乱で受けた被害がいまだ回復していない状況、熊本士族が呼応して決起する可能性を鑑み、政府軍の主力が到着するまで熊本城に篭城する策を採用した。武器弾薬・食料などの準備、橋の撤去や棚の設置、道路の封鎖や地雷の設置、藤崎宮など市内要所への守兵配備を急遽進め、福岡や小倉の分営を熊本に終結させるべく手を打った。19日には射界を確保するため、市街地を焼き払った。
ところが同日午前11時10分頃、熊本城内で火災が発生し、天守閣などが焼失してしまった。この原因については、不要建築物を取り払う鎮台による自焼説、市街地焼き払いの火が廻った延焼説、薩軍スパイの放火説、逃亡した給仕人の放火説などがあり定かではない。しかし、いずれにしろ藩の歴史を象徴する熊本城天守閣の焼失には、多くの人々が嘆いた。鎮台も備蓄食料を失ったため再収集に忙殺される問題もあったが、篭城の準備は一応整った。この火災が起こる直前の午前8時15分には征討令が届き鎮台は正式に「官軍」となった。この令は県庁に掲示され、民衆にもこの戦いの大義名分を知らしめた。

### 熊本城攻防戦
川尻（河尻）に集結した薩軍は斥候の存在から官軍の方針を知り、作戦の検討が行われた結果熊本城強襲策が採用された。2月21日先行した薩軍の一部が熊本城東側で守備兵と戦闘となり、攻防戦の幕は切って落とされた。翌22日、薩軍は熊本城を包囲し、正面（東側）と背面（西側）の両方から攻撃を仕掛けた。熊本城の弱点とされる背面は特に激戦の地となり、段山（現：段山本町）と法華坂（現：熊本YMCAから国立病院機構北側を通る坂）を襲撃する薩軍一・二・六・七番大隊と官軍の間で激しい戦闘が行われた。正面でも桐野利秋率いる四番大隊を始めとする部隊との銃撃・砲撃戦となった。薩軍は本丸へ続くわずか300m程度の法華坂を攻略できず、正面からの攻撃でも石垣に阻まれた。
22日には南下する政府軍と薩摩小隊との交戦情報がもたらされ、夜の会議で方針を転換し、一部強硬手段を残しつつも長囲策を採った。熊本隊や日向からの部隊も加わった攻め手側と鎮台側の攻防戦は3月に入っても続き、熊本城背面は特に激戦を極めた。片山邸（現：藤崎台県営野球場）や旧藤崎神社には砲弾が飛び交い、段山は薩軍に占拠されたが3月13日に官軍がこれを奪取した。また薩軍は城内に離反を促す矢文を放ったり、坪井川と井芹川の合流点を堰き止めて城の周囲に水を張る作戦を取り、篭城側をじわじわと攻めた。
しかしその頃、黒田清隆の建策が採用され、政府は勅使護衛兵を中心とした別働第二旅団を長崎から差し向けていた。3月19日、日奈久に上陸した部隊は八代を抑えた。薩軍は永山弥一郎を指揮官とする部隊を送ったが、官軍は31日には松橋を落とした。4月に入り、熊本城では兵糧の減少を危惧した谷が植木方向への出撃を思案した。しかしこれは参謀の樺山資紀らの反対を受けて取り消され、南から接近していた政府側衝背軍との連絡を試みることとなった。4月8日、突囲隊が薩摩の包囲網を突破し、宇土で政府軍と合流することに成功した。政府軍は12日に御船・甲佐を一斉攻撃し、14日には川尻まで進軍した。さらに陸軍中佐の山川浩は独断で部隊を進め、ついに篭城軍との連結に成功した。こうして、2ヶ月にわたる熊本城攻防戦は死者773名を出して決着し、加藤清正が心血を注いで築いた熊本城は初の戦でその堅牢さを証明した。

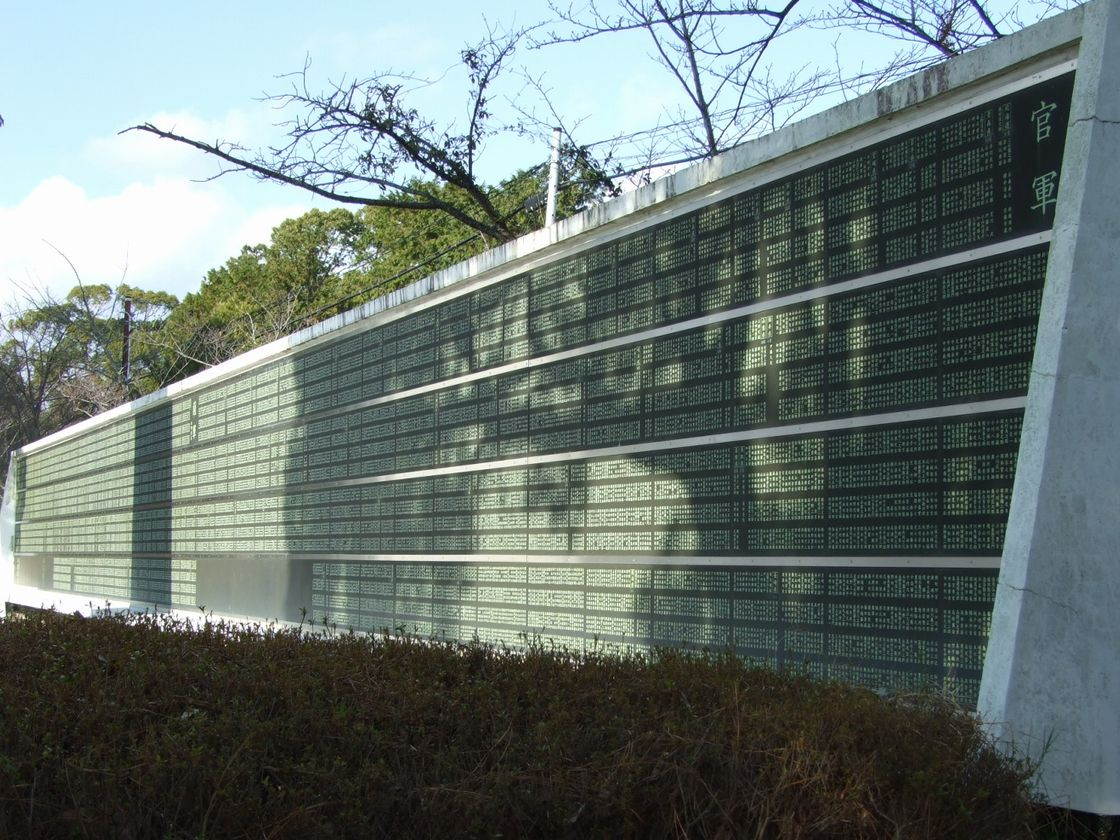
田原坂公園の慰霊碑には、官軍・薩軍双方の兵士が平等に祀られている。

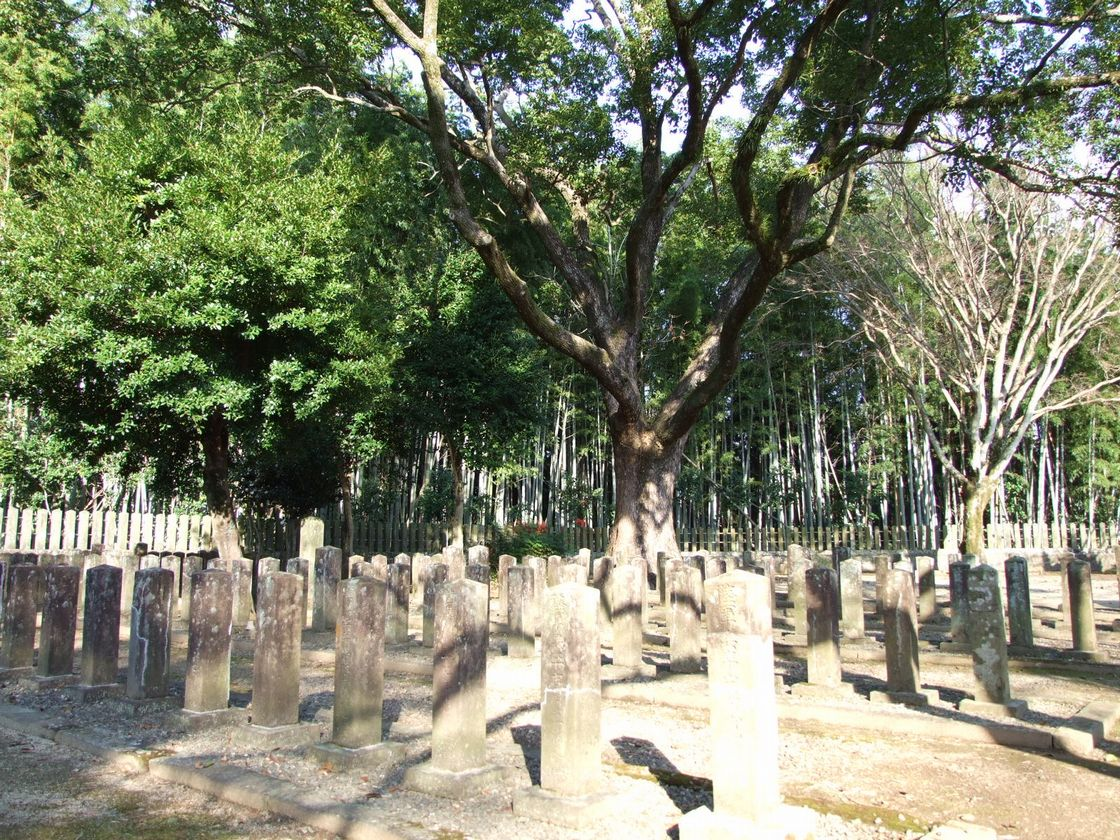
田原坂には官軍・薩軍兵士の墓地が点在している。

### 田原坂・吉次峠の戦い
一方、2月22日に植木で乃木希典率いる政府軍と接触した薩軍小隊はこれを急襲。官軍を敗走させ連隊旗を奪いもした。翌日も両軍は交戦し、一時退却を試みた官軍を追い薩軍は攻撃をかけた。福岡から南下中の第一・二旅団は一個中隊を急がせ25日には高瀬を抑えた。同日午後高瀬川を挟んだ戦闘となったが、この際には官軍は持ちこたえて薩軍は退却した。26日反撃を開始した官軍は歩兵第14連隊が田原坂まで敵を押し返した。だが兵糧不足を理由に退却の命が届き、しぶりつつも連隊は引き返した。この時官軍が退却せず田原坂を抑えていれば、後の凄惨な戦いは防げたのではと指摘されている。
2月22日深夜、政府軍の動向を知った西郷隆盛ら薩軍首脳は長囲策に転じ、軍を分けて北へ兵力を差し向ける決定を下した。北から熊本へ向かう路は3つあり、山鹿から南下するルートには四番大隊、高瀬から田原坂を越え植木に至るルートには一番大隊、吉次越ルートには二番大隊と六・七連合大隊が当たることとなり、25日に出発した。一方薩軍の動きを察知していた政府軍だが、慎重な山縣有朋はすぐに攻撃を指示せず、態勢整備を優先した。第14連隊と近衛歩兵第1連隊の一部を田原坂方面に、残りの近衛歩兵と東京・大阪鎮台兵を吉次峠方面へそれぞれ配置し、3月3日に進軍を開始した。
3月4日、田原坂に総攻撃を仕掛けた政府軍は、天然の要害に拠った薩軍の一斉射撃を浴びて思うように進めない。吉次峠はさらに凄惨で、畑には死体が積みあがり、側溝には血が溜り、夥しい銃弾のせいで木々は蜂の巣のようになった。薩軍も篠原国幹が戦死するも意気は衰えず、敗走する官軍は吉次峠を「地獄峠」と呼んだ。翌日から一部隊を吉次峠に残し、政府軍は田原坂に集中、一進一退の攻防が続くことになる。
警視抜刀隊の活躍によって少しずつ戦局を有利に進めた政府軍は、雨の3月20日に総攻撃を仕掛けた。砲撃と雨に強い後装式スナイドル銃(en)が威力を発する官軍に対し、薩軍が主に用いたエンピール銃は雨に弱く、さらに弾丸に事欠いて付近住民が拾い集めた弾を買い集めたりする状況の中、田原坂を突破され後退を余儀なくされた。記者として従軍した犬養毅は激しい銃撃戦のために木々や電柱が砕け散った模様を伝えた。田原坂に入った山縣有朋は、その攻めがたい急峻さと狭窄さを実感し、将兵の死に涙を流したという。
3月21日には山鹿の四番大隊も敗れ、後退した薩軍は植木・木留で官軍を迎え撃った。一進一退の攻防が続いたが、やがて政府軍が優勢となり、薩軍は辺田野・荻迫（現：JR植木駅周辺）まで退く。この頃には、政府軍がドイツから購入していた風船爆弾投入に乗り出したとの説もある。しかし戦局は膠着に陥り、官軍内では迂回して進軍する案も出された。しかし4月15日午後1時、熊本城と衝背軍の連絡を知った薩軍は撤退を始めた。

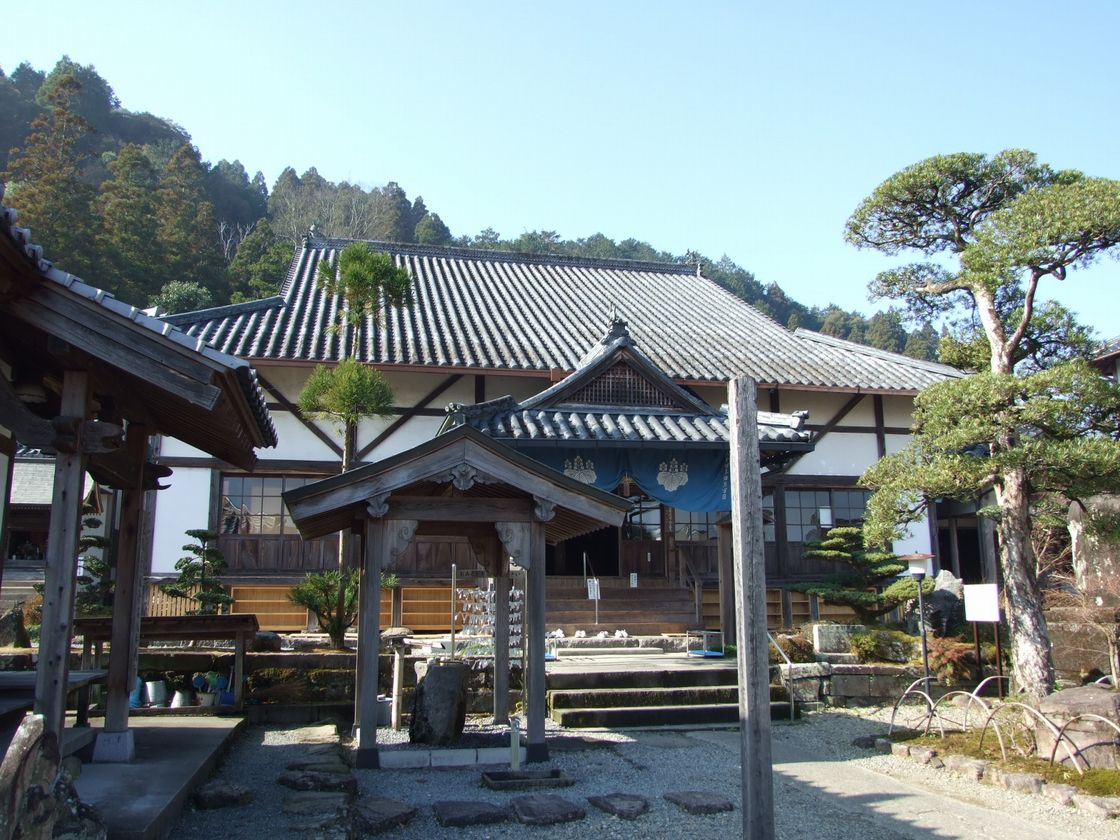
西郷隆盛が本営を置いた永国寺

### 人吉防衛戦と陥落
薩軍は熊本平野東部の木山に拠点を移し、兵を配置して官軍と対峙した。ここでも両軍は拮抗するが、官軍が御船と大津を押さえたことを皮切りに優勢に立ち、4月21日に薩軍は人吉への退却を始めた。28日に薩軍は再集結し、西郷は永国寺に入って本営を置いた。ここで態勢を組み直す計画が練られ、食糧確保や弾薬製造のために住民の徴用や課税まで予定され、2年間は割拠する目論見が立てられ、同時に兵力を分散させる作戦も取られた。しかし政府軍は東の江代方向、北の五木村、西の球磨川下流という3方向から攻め、5月30日に人吉への総攻撃を開始した。
6月1日未明、市街に入った官軍が放つロケットに夜の町は燃え上がり、薩軍が人吉城址から撃つ大砲の弾が降る中、両者の白兵戦が繰り広げられた。薩軍は球磨川の南に退却し、橋を落として政府軍を防ぎ、砲撃・銃撃が両岸から浴びせ合う状態が続いた。午後になり薩軍は退却を始めた。以後、西郷と薩軍は政府軍の追走を受けながら宮崎・延岡などを転戦しつつ、9月24日鹿児島の城山で壊滅した。
この戦争で被害を受けた一般人の死傷者数は300を越え、一万戸以上の家屋が被災し、記録は無いが耕地などもひどく荒らされた。罹災した一般人には弔祭料や手当金が支払われ、家屋被災についても助成金が支給された。宮崎八郎は戦死し、協同隊として参戦した肥後勤皇党の系統は一旦途絶えた。熊本隊として加わった学校党も鳴りをひそめ、熊本は中央政府主導の県政が敷かれることとなった。

## 地方の行政と発展

### 廃藩置県
本項では明治初期の県名を一律に「熊本県」と表記しているが、1871年（明治4年）7月14日に始まった廃藩置県では、旧来の藩に対応する3つの地域が置かれ、その前後に名称変更や合併などを繰り返していた。大政奉還が行われた1868年（明治元年）、九州の各天領は新政府直轄地となり、天草地方も1871年閏4月25日に富岡県となった。この県名は6月10日には天草県へ変えられ、8月29日には長崎県の一部に編入された。
1871年の廃藩置県実施当初、熊本藩は熊本県（第1次）、相良藩は人吉県とされたが、肥後南部を統括する県庁が八代に置かれる決定に伴い11月14日には人吉県は八代県に改名され、これに天草地方が編入、米良地方が宮崎県に移された。同様に熊本県も設置される県庁の所在地（現在の熊本市二本木）から1872年（明治5年）6月14日に白川県と名称が変わった。1873年（明治6年）1月15日に両県は合併して白川県に一本化され、県庁の熊本城への移転を経て、1876年（明治9年）2月22日に現在に至る熊本県（第2次）へと改名された。

### 熊本の政党形成
明治4年（1871年）制定された戸籍法に基づき翌年壬申戸籍が編製されたが、これに伴い戸長・区長が置かれた。熊本県の場合、彼らはすべて官選で任命されたため、民衆との信頼関係は弱かった。1873年実学党政権崩壊と地租改正以降民費は増大の一歩を辿り、不満を抱えた農民は阿蘇地方などで打ちこわしなど地租改正反対一揆をたびたび起こした。これには民権運動が関わり、区戸長公選化を求める声が強まった。
1878年（明治11年）愛国社が再建されると、熊本でも西南戦争での懲役刑を終えた者たちを吸収しつつ民権運動家が連帯して「相愛社」が設立された。これは翌年には国会期成同盟の一員に改組されてゆくが、基本的に創設時の「相愛社趣意書」に基づく行動を取った。相愛社でも私議憲法作成が行われたがなかなか議論が収束せず、発表に至ったのは1881年（明治14年）だった。一方、同じく西南戦争熊本隊に加わり捕縛された佐々友房が帰郷すると、1879年（明治12年）同心学舎（現：熊本県立済々黌高等学校）を設立した。ここには旧学校党など保守勢力が集まっていった。佐々は井上毅らの助言を受けて紫溟会を設立し、民権運動取り込みを画策する。しかし度重なる論争の末、1881年設立時の民権派参加は実学党のみに止まり、これも2ヶ月後には脱退した。
明治十四年の政変後板垣退助らが自由党を設立すると、熊本でも民権系結社の組織化が進み、1882年（明治15年）九州改進党が結成される。これは一度解党されるが、九州連合同志会などを経て1890年（明治23年）に結成された立憲自由党に引き継がれてゆく。そしてこれは、1888年（明治21年）に改組されて熊本国権党となった保守勢力の紫溟会と県政を二分する勢力になっていった。この対立の模様は「肥後の議論倒れ」とも呼ばれる熊本人の気質を助長するひとつにもなった。

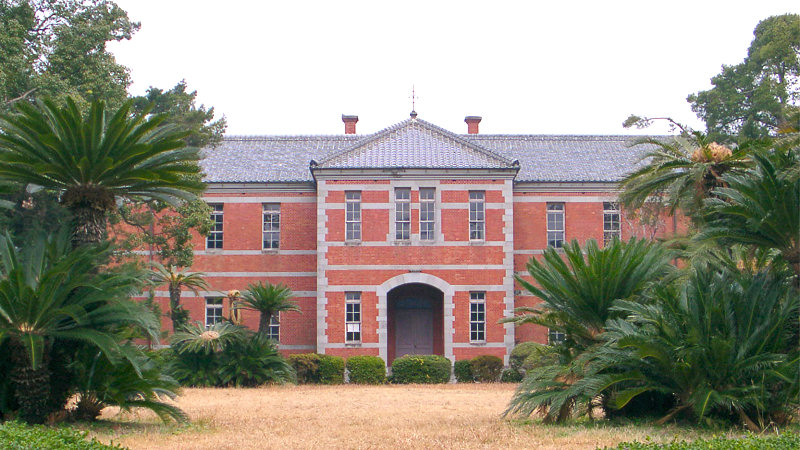
熊本大学五高記念館。1890年の第五高等中学校新設キャンパスを今に伝える。

### 五高開校
1886年（明治19年）発布された中学校令に基づき、福岡や長崎との誘致合戦の末 熊本に第五高等中学校（現：熊本大学）の設置が決定した。翌年、旧熊本洋学校や古城医学校の校舎を用いて開校し、1890年（明治23年）には黒髪村の新キャンパスに移転した。1894年（明治27年）からは高等学校令により第五高等学校となった同校では、ラフカディオ・ハーン（小泉八雲）や夏目漱石が教鞭をとったことでも知られる。

### インフラ整備
1884年（明治17年）、宇土半島先端の三角町では、国主導の国際貿易港整備が始まり、3年後に三角港として開港した。これに関連し付帯工事として鉄道建設も計画され、1886年（明治19年）には門司 - 三角間の敷設が許可された。これには、松方デフレ終息と企業活動の活発化を背景とした鉄道待望論の盛り上がりがあった。1891年（明治24年）7月1日、長洲駅・高瀬駅（後の玉名駅）・植木駅・池田駅（後の上熊本駅）を経由して熊本駅まで繋がる鉄道が開設した。池田駅と熊本駅は市街よりもかなり西側に設置されたが、これは純粋に用地買収問題に拠るもので、鉄道忌避論の影響はなかったとされる。
鉄道は順次延伸され、1908年（明治41年）には人吉駅まで敷設された。これは、人吉藩家老家出身の渋谷礼ら有志による誘致運動が好を奏したもので、後に文部大臣となった長谷場純孝が推した海岸線ルートが採用されなかった背景には、軍部の意見もあった。球磨川沿いの鉄道路線は地域住民の足として、また観光コースとしても賑わった。翌年には鹿児島県までの路線が開通し、スイッチバックや日本初のループ式路線が採用された。

### 天草のキリスト教ふたたび
明治政府は当初、キリスト教信仰を解禁しなかった。だが1868年（慶応元年） - 1873年（明治6年）の弾圧をアメリカやイギリスから激しく非難されると、政府はキリスト教布教を認めた。しかしこの認可は地方まで速やかに知らしめられた訳ではなく、天草の人々は長崎「神の島」の漁民からこれを聞いた。1876年（明治9年）大江（天草町）住民15人、翌々年には大江や崎津（河浦町）住民14人が熊本県令にキリスト教帰依を届け出たが、県はこれを受理しなかった。それどころか、葬儀をキリスト教式で行ったとして崎津の住民が処罰されるなど、地方政府ゆえの無理解もあった。
しかしやがて天草に宣教師が向かうようになり、キリスト教への理解も進んだ。1892年（明治25年）天草に赴いたフランス人神父ルドヴィコ・ガルニエは、50年に亘り天草での布教活動を続け、大江天主堂建設や孤児院の建設などに尽力した。彼はフランス語調で「パーテルさん」（紀行文『五足の靴』では「バアテルさん」）と呼ばれて親しまれつつ、1941年（昭和16年）その生涯を天草で閉じた。

## 熊本の戦争と現代

### 軍都・熊本
西南戦争を戦った熊本鎮台は、1888年（明治21年）に第6師団に改組された。熊本市がその衛戍地となり、師団司令部が置かれた熊本城を中心に、周辺には歩兵連隊や騎兵大隊、また砲兵連隊が置かれた。 日清戦争や1902年（明治35年）の天皇を迎えた軍事演習などを経て、熊本市は軍都としての性格を強めた。日露戦争で熊本は捕虜を収容する場のひとつとなり、大江鹿渡の練兵場などに約5000人を受け入れた。この中には後の作家・アレクセイ・ノビコフ＝プリボイや、革命運動家ニコライ・ラッセル（ru:Судзиловский, Николай Константинович）らがいた。ラッセルは天草出身の大原ナツノとの間に二男・安光（ハリー）を儲けた。以後の十五年戦争においても、熊本は重要な軍事拠点であった。

### 「大熊本市」の整備
このように戦時体制を支え、自らも成長する熊本市だったが、この二つの兼ね合いに問題が生じた。西南戦争で焼け野原となった市の中心部に置かれた山崎練兵場が交通を分断し、発展を阻害する要因となってしまっていたことが1881年（明治14年）頃からクローズアップされ始めた。世論を考慮した陸軍省は工兵隊や藤崎台兵舎などを渡鹿や大江村へ移転したが、肝心の練兵場は手付かずのままにされたため、移転要求は燻り続けた。1891年（明治24年）2月22日付『熊本新聞』は、この練兵場移設問題が放置されている様を「熊本市内三馬鹿の第一」と痛烈に批判した。1897年（明治30年）に熊本市会は陸軍大臣に移転の要望を提出し、陸軍側も施設拡張が限界に達していた事情もあって、幾度もの交渉の末これを受けた。翌年から練兵場が大江村に移転される諸工事が始まったが、これは熊本市の負担とされてしまった。
市街地に広大な用地を得た熊本市は、発展に向けた都市計画を実行に移した。練兵場跡地は縦横の道路が整備され、「練兵町」や当時の市長・辛島格の姓から取られた「辛嶋町」などが置かれた。ここ一帯は「新市街」と呼ばれ、一大繁華街へと発展してゆく。市内の公共交通機関として、1907年（明治40年）には熊本軽便鉄道が開業した。これは大正時代に熊本電気鉄道を経て熊本市電へと変わっていった。また、用地には中央官庁の出先機関設置を誘致し、その先駆けとして1911年（明治44年）には現在の桜町バスターミナルがある立地に煙草専売局が建設された。膨張する都市を賄う上水道の整備も行われ、1924年（大正13年）には八景水谷や立田山を水源とする上水道網が完成した。この土地整備・市電敷設・上水道整備は近代熊本市の三大事業とされ、都市発展の基盤づくりが完成した。

### 災害と防災
1927年（昭和2年）9月13日、熊本県一帯に台風が接近し、高潮と暴風による被害が生じた（有明海台風）。高潮は満潮時間帯に飽託郡（小島町、川口村、海路口村、沖新村、畠口村が顕著）、玉名郡、宇土郡の干拓地の防潮堤を破壊、新田地帯など海岸付近の住民は避難する間もなく家ごと押しつぶされて波にさらわれた。死者・行方不明者423人、重傷者23人。また、暴風は熊本市内を襲い県立養蚕試験場、県立盲啞学校、会津小学校、二本木病院など建物百数十戸が倒壊。電気やガスのライフラインも途絶した。大津街道では、加藤清正ゆかりの杉並木の大半が吹き飛ばされたほか、水陸両稲の浸水面積は7000町歩に及んだ。
第二次世界大戦中、熊本県が初めて直接空襲を受けたのは1944年（昭和19年）11月21日、熊本市に飛来した80機のB29によるものだった。翌年7月1日深夜には154機のB29が飛来・爆撃を行い、熊本市街地の三分の一が焼け野原になる熊本大空襲があった。住居一万戸が罹災、実態は不明だが300人以上が死亡した。戦後、森林の乱伐と河川整備の遅れによる水害が毎年のように日本各地を襲ったが、熊本県も例外ではなかった。1949年（昭和24年）のジュディス台風およびデラ台風、翌1950年（昭和25年）にはキジア台風で球磨川が氾濫し人吉市や八代市が被害を受けた。さらに1953年（昭和28年）6月の昭和28年西日本水害では筑後川を始めとして北部九州のすべての河川が過去最悪の洪水を引き起こしたが、熊本県では菊池川や白川といった県内北部の河川による洪水被害が甚大であった。熊本市の白川では阿蘇の爆発のヨナが混じり、泥土が混入、復旧に時間を要した。なお、熊本ではこの水害を通称6.26水害と称している。河川を管理する建設省（現在の国土交通省）はこうした水害を防ぐためにダムによる治水を計画、球磨川に市房ダムを1959年（昭和34年）完成させたのを皮切りに緑川に緑川ダムを、菊池川には支流の迫間川に竜門ダムを建設した。現在は白川に立野ダムを建設している。また河川法が1964年（昭和39年）に改正され、県内の河川のうち菊池川、白川、緑川、球磨川の四河川は国が管理する一級河川に指定された。2016年4月には熊本地震が発生し、その4年後には熊本豪雨（令和2年7月豪雨）が発生するなど、21世紀に入ってからも大規模な災害に見舞われている。

### 蜂の巣城と川辺川

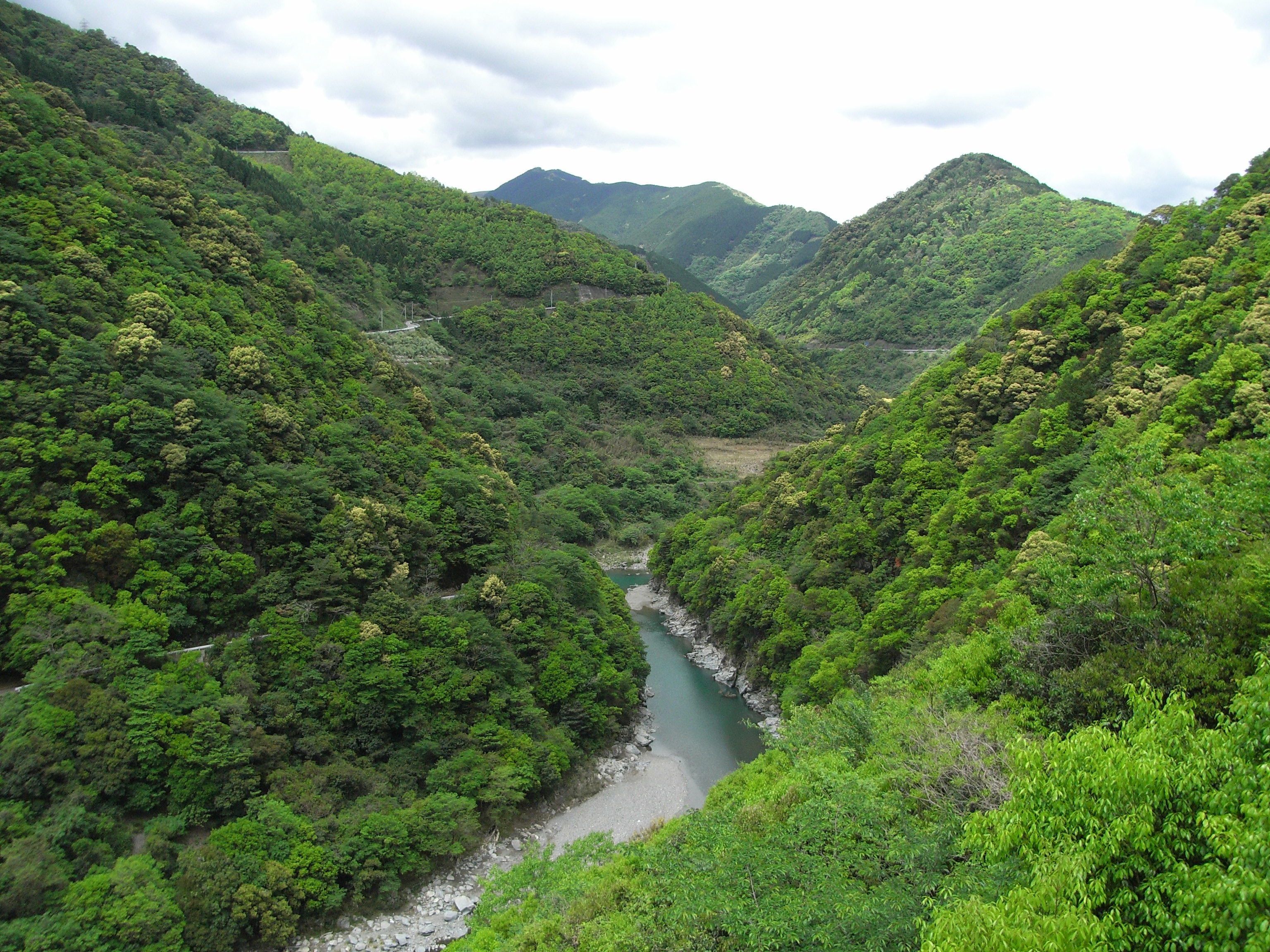
球磨郡相良村の川辺川ダム建設予定地。計画発表から40年以上経ってもダム建設に着手していない。

こうした治水事業、特にダム事業は父祖伝来の土地が永久に湖底に沈むことで地元の反発は大きいものがあったが、熊本県では特にこうした反発が強かった。その一つは1959年より筑後川上流に建設が計画された松原ダムと下筌（しもうけ）ダムに対する地元阿蘇郡小国町住民によるダム反対闘争・蜂の巣城紛争である。事業者である建設省の強権的な態度に反発した小国町の住民・室原知幸は下筌ダム建設予定地に砦を築き、水没予定地の住民と共に建設省に対して猛然と抵抗した。この紛争は1960年（昭和35年）には「代執行水中乱闘事件」にまで発展する流血の事態となったが、1970年（昭和45年）の室原の死によって幕を閉じた。しかしこの事件はその後の国による河川行政のあり方を大きく転換させ、1973年（昭和48年）には水源地域対策特別措置法が制定されて水没住民の生活再建などが法律によって義務化され、「住民の許可がない限り、ダム事業は着手できない」という不文律を形成した。
そして現在、熊本県最大の公共事業として全国的に問題になっているのが、球磨郡相良村と五木村に建設が計画されている川辺川ダムである。1966年（昭和41年）に計画が発表されたこのダム計画は、完成すれば熊本県最大のダムとなる。だが五木村・相良村の反対運動、さらに1990年代以降の公共事業見直しの風潮によって計画発表から40年以上経過した現在も工事には着手していない。2001年（平成13年）には当時の潮谷義子熊本県知事によって「川辺川ダム住民討論集会」が開催され、ダム建設の是非を巡って活発な議論が交わされた。この間事業費の増大に耐えかねた川辺川・球磨川流域の農家が「川辺川利水訴訟」を起こし、事業計画の取り下げを訴えこれが2003年（平成15年）に福岡高等裁判所で認められると、2007年（平成19年）には川辺川ダムにかんがい事業者として参加を予定していた農林水産省がダム事業から撤退を表明。同時に水力発電事業に参加を予定していた電源開発も事業からの撤退を表明。川辺川ダムの事業意義が問われるようになった。流域自治体の五木村や八代市、球磨村などはダム事業の早期推進を訴えているが、人吉市と相良村、そして熊本県は反対・計画の白紙撤回の姿勢を示しており、今後ダム計画が存続するかどうかは事業者である国土交通省の対応にかかっているといわれている。
なお、潮谷熊本県知事在任中に球磨川に建設していた県営の水力発電用ダム・荒瀬ダムの撤去が決定されていた。施設の老朽化による維持費捻出困難がその理由であり、2010年（平成22年）に水利権が失効すると同時にダムは撤去される予定であった。こうしたダム撤去は日本初のケースとして注目されていたが、2008年（平成20年）6月4日、潮谷知事の後を継いだ蒲島郁夫知事が「撤去に伴う費用が増大し、費用対効果に疑問がある」として撤去を凍結する方針を発表した。しかしこの決断に対し、長年ダム放流による振動や冠水、井戸枯れの被害に遭っていた流域住民から怒りの声が上がり国交相は水利権更新を認めず、知事は凍結方針を撤回する。2012年からダム撤去工事が始まっている。

### 熊本の産業
古代から豊かな農産物で知られた肥後では、近代そして現代熊本となっても農業が有力な産業であり続けた。明治新政府は、殖産興業の一環として 1893年（明治26年）農商務省農事試験場九州支場（現：独立行政法人九州沖縄農業研究センター）を熊本にも設立し、1911年（明治44年）に設置された県立の農事試験場ともども、養蚕業・イグサ・野菜類や茶などの栽培や試験などを主導した。戦後になっても熊本は屈指の農業県であり、従事者数や農業・畜産生産額は全国でも高い水準にある。特産品としては、1991年（平成3年）から出荷が始まったデコポン など柑橘類、トマトやスイカ、出荷時期が他地域よりも早いアンデスメロンなどや球磨川流域の寒暖差を利用したプリンスメロン 等が知られている。しかし近年は、担い手不足や台風などの自然災害、また輸入農産物との競争激化などの問題が顕在化し、県は2001年（平成13年）に「熊本県農業計画（チャレンジ21くまもと）」を策定して農業の将来展望を開く対策を行っている。
熊本県の就業人口比率を見ると、全国平均の2倍を上回る第一次産業に対し、第二次産業比率は平均を下回っている。熊本初の近代工業は、実学党政権下の明治初期、諮問された養蚕業振興策に則り1875年（明治8年）に設立された 緑川製糸場に遡る。士族授産のひとつ、そして士族子女らが女工として働いた製糸場は、当初こそ粗末な町工場に過ぎなかったが、順次規模や設備を充実していった。製糸場は1881年（明治14年）の「横浜生糸荷預所事件」 のあおりを受けて廃業したが、1893年（明治26年）には熊本製糸（長野濬平創業）が、翌年には八代で熊本紡績が設立された。これらの企業は現在に命脈を繋いでいないが、日本の製糸・紡績産業を支える一翼を担った。
1964年（昭和39年）に新産業都市建設促進法が施行されると、地区指定を受けた熊本でも工業化が加速された。特に九州には大手半導体企業の進出が続き、熊本にも一貫生産や組立・パネル企業の工場が建設された。これらの動きを指して、九州を「シリコンアイランド」と呼ぶ向きもあったが、その実体は企画や設計機能が伴わない生産に偏重したもので、「頭脳なき拠点」とこき下ろされる一面もあった。オイルショックによる低迷の後、熊本県は「テクノポリス構想」を打ち上げ、1983年（昭和58年）に制定された「高度技術工業集積地域開発促進法（テクノポリス法）」に則り翌年に全国で9箇所指定された産学住の調和を目標とした地域創設のひとつ「熊本テクノポリス」建設に乗り出した。
自動車や重化学産業には遅れた熊本は、半導体に焦点を絞った産業誘致政策を進め一定の成果を挙げた。しかし、競争激化や景気後退による半導体不況もあり、県の製造業総出荷額も落ち込みを見せた。企業進出を促す助成金や税制優遇は九州でも高い水準にあるが、全国的には必ずしも目につくものではない中、県は「セミコンフォレンス構想」などインセンティブを高める施策を打ち出している。近年熊本に進出した企業は、その理由として豊富な水資源や、九州の中心やアジア地域とのアクセスなど地理的条件等を挙げている。
熊本県には豊富でダイナミックな自然や歴史的建築物、また数多い温泉地などがある。しかしながら、黒川温泉のような成功例を除けば、現実は観光地としての魅力に欠き、宿泊客や観光消費総額は伸び悩んでいる。2011年に全線開業が予定されている九州新幹線には市場拡大や観光客増加への効果が期待されている が、その一方で空洞化を懸念する声もある。観光立県をめざす熊本には、他地域との差別化やホスピタリティの向上、また広報活動などが求められ、それらの実現に向けた具体的取り組みも行われている。

### 水俣の受難
1908年（明治41年）11月水俣市で稼動を始めた日本窒素肥料株式会社（日窒、現：チッソ）は、カーバイドを皮切りに肥料である石灰窒素そして硫酸アンモニウムへと事業を拡大していった。カザレー式アンモニア製造法を確立した1926年（大正15年/昭和元年）、日窒の元社員・坂根次郎が町長に就任、工場長ら関係者7人が町会議員に当選し、町政への関与を始めた。これには、1923年（大正13年）の水害発生を受けて都市災害対策に主導権を発揮するためとされたが、一方で1918年（大正7年）以来続いていた排水を巡る漁業組合との補償問題を政治的に解決しようとする意図もあったという。漁業補償を排出水についての苦情を永久に取り下げることを条件に見舞金を支払って決着させ、日窒は排水を継続した。
1930年（昭和5年）頃から日窒水俣工場は主製造品を、アセトアルデヒドを原料とする酢酸・酢酸エチルなどに転換した。この原料を製造する過程で、第二硫化水銀触媒を使用する工程で毒性が高いメチル水銀が生成された。日窒は処理を行なわず、排水を水俣湾に放出し続けた。この結果、1941年（昭和16年）に初めて水俣病患者が発生した。戦時中の空襲で工場は破壊されたが、戦後復興し、ふたたび排水放出は始まった。1932年（昭和7年）から1968年（昭和43年）までの間に放出された水銀量は200トンにのぼる。
水俣の「奇病」が公式に発見されたのは1956年（昭和31年）、これがメチル水銀を原因とする旨の認定がなされたのは1959年（昭和34年）であった。しかし、1963年（昭和38年）には水銀が水俣工場の排水に起因すると指摘されたにもかかわらず、政府がこれを認めたのは5年後だった。1969年（昭和44年）から始まった患者による訴訟が和解締結によって結審を見たのは1996年（平成8年）であり、唯一続いていた関西訴訟も2004年（平成16年）に結審し、国と県の敗訴が確定した。日本思想史研究家のヴィクター・コッシュマンは「水俣病患者」の英訳に「patient」（患者）ではなく「sufferer」（受難者）という単語を選択している。ここには、水俣病は医学的問題だけではなく、企業や行政倫理および社会構造の問題でもあるという彼のメッセージが込められている。水俣病患者は、現在でも病気との闘いを強いられている。